# Liga Saesa 2025
La Liga Saesa 2025 es la 25° edición de esta competición chilena de básquetbol. El campeonato cuenta con la participación de 21 equipos pertenecientes a las regiones de La Araucanía, Los Ríos y Los Lagos.
Al igual que temporadas anteriores, se jugará en 4 categorías diferentes: Sub-23, Sub-17, Sub-15 y Sub-13. Asimismo, se otorga la "Copa Saesa 2025" al club con mejor desempeño (Fase Zonal y PlayOffs) entre todas sus series.
Las finales de las diferentes categorías de la presente edición se disputarán en la ciudad de Puerto Varas.

## Sistema de campeonato

### Fase grupal
Los 21 equipos se dividen en 3 zonas, en cada una se disputarán partidos todos contra todos a dos ruedas. Una vez culminada la fase de grupos clasifican 3 clubes de la Zona A, 3 clubes de la Zona B y 2 clubes de la Zona 3, dando así los 8 clubes que avanzan para disputar los play-off por el título en cada una de las categorías.

### Fase Play-Offs
Cuartos de final
8 clubes clasifican a cuartos de final y se enfrentan al mejor de 3 partidos de la siguiente manera: 
- Llave 1: 1A vs 3B
- Llave 2: 1C vs 2B
- Llave 3: 2A vs 2C
- Llave 4: 1B vs 3A

Semifinal
Los ganadores de las llaves anteriores se enfrentaran al mejor de 3 partidos de la siguiente manera:
- Llave 5: Llave 1 vs Llave 2
- Llave 6: Llave 3 vs Llave 4

Final
Los ganadores de las llaves de semifinal se enfrentarán a partido único para definir al campeón de Liga Saesa 2025.

## Equipos participantes

### Ubicación
| \| Equipo \| Región \| Comuna o ciudad \| \| ------------------------------ \| ------------ \| --------------- \| \| CD AB Temuco \| La Araucanía \| Temuco \| \| CD Carahue \| Carahue \| \| \| CD Municipal Gorbea \| Gorbea \| \| \| CD Municipal Loncoche \| Loncoche \| \| \| CD Lautaro \| Lautaro \| \| \| CD Las Ánimas \| Los Ríos \| Valdivia \| \| CD Valdivia \| Los Ríos \| Valdivia \| \| CD Escuela Alemana Paillaco \| Los Ríos \| Paillaco \| \| CDB La Unión \| Los Ríos \| La Unión \| \| CD Español de Osorno \| Los Lagos \| Osorno \| \| CDSC Osorno \| Los Lagos \| Osorno \| \| CEB Purranque \| Los Lagos \| Purranque \| \| CDFSC Frutillar \| Los Lagos \| Frutillar \| \| Puerto Varas Basket \| Los Lagos \| Puerto Varas \| \| CD Escolar Alemán Puerto Varas \| Los Lagos \| Puerto Varas \| \| CEB Puerto Montt \| Los Lagos \| Puerto Montt \| \| CSD Pumas Puerto Montt \| Los Lagos \| Puerto Montt \| \| CD ABA Ancud \| Los Lagos \| Ancud \| \| CDSC Achao \| Los Lagos \| Achao \| \| CD Castro \| Los Lagos \| Castro \| \| CD San Francisco de Asís \| Los Lagos \| Castro \| |              |                 |
| Equipo | Región       | Comuna o ciudad |
| CD AB Temuco | La Araucanía | Temuco          |
| CD Carahue | Carahue      |                 |
| CD Municipal Gorbea | Gorbea       |                 |
| CD Municipal Loncoche | Loncoche     |                 |
| CD Lautaro | Lautaro      |                 |
| CD Las Ánimas | Los Ríos     | Valdivia        |
| CD Valdivia | Los Ríos     | Valdivia        |
| CD Escuela Alemana Paillaco | Los Ríos     | Paillaco        |
| CDB La Unión | Los Ríos     | La Unión        |
| CD Español de Osorno | Los Lagos    | Osorno          |
| CDSC Osorno | Los Lagos    | Osorno          |
| CEB Purranque | Los Lagos    | Purranque       |
| CDFSC Frutillar | Los Lagos    | Frutillar       |
| Puerto Varas Basket | Los Lagos    | Puerto Varas    |
| CD Escolar Alemán Puerto Varas | Los Lagos    | Puerto Varas    |
| CEB Puerto Montt | Los Lagos    | Puerto Montt    |
| CSD Pumas Puerto Montt | Los Lagos    | Puerto Montt    |
| CD ABA Ancud | Los Lagos    | Ancud           |
| CDSC Achao | Los Lagos    | Achao           |
| CD Castro | Los Lagos    | Castro          |
| CD San Francisco de Asís | Los Lagos    | Castro          |

| Equipos de la Región de la Araucanía                                                                                            |
| --- |
| AB Temuco CD Carahue Municipal Lautaro Municipal Gorbea Municipal Loncoche Ubicación de los clubes de la Región de la Araucanía |

| Equipos de la Región de Los Ríos                                                                        |
| --- |
| Municipal Paillaco CD Valdivia Las Ánimas CDB La Unión Ubicación de los clubes de la Región de Los Ríos |

| Equipos de la Región de Los Lagos |
| --- |
| CDSC Osorno Español de Osorno CEB Purranque EMB Frutillar Puerto Varas Basket Escolar Alemán CEB Puerto Montt CSD Pumas ABA Ancud CSD Achao CD Castro San Francisco Ubicación de los clubes de la Región de Los Lagos |

## Adulto

### Zona A[2]
| Pos | Equipo              | PTOS | PJ | PG | PP | AF  | EC  | DIF  |
| --- | ------------------- | ---- | -- | -- | -- | --- | --- | ---- |
| 1.  | Municipal Gorbea    | 21   | 12 | 9  | 3  | 838 | 785 | 53   |
| 2.  | CD Castro           | 21   | 12 | 9  | 3  | 949 | 812 | 137  |
| 3.  | Escolar Alemán PV   | 20   | 12 | 8  | 4  | 925 | 871 | 54   |
| 4.  | Puerto Varas Basket | 19   | 12 | 7  | 5  | 926 | 777 | 149  |
| 5.  | CD Valdivia         | 16   | 12 | 4  | 8  | 848 | 911 | -63  |
| 6.  | CD Carahue          | 14   | 12 | 2  | 10 | 706 | 883 | -177 |
| 7.  | CEB Puerto Montt    | 14   | 12 | 3  | 9  | 763 | 916 | -153 |

     Clasifica a Playoffs

#### Fixture Zona A[3]
| Semana 1               | Semana 1  | Semana 1            | Semana 1               | Semana 1    | Semana 1 |
| Local                  | Resultado | Visita              | Gimnasio               | Fecha       | Hora     |
| ---------------------- | --------- | ------------------- | ---------------------- | ----------- | -------- |
| Escolar Alemán PV      | 75-83     | CD Castro           | Fiscal de Puerto Varas | 26 de abril | 17:00    |
| CD Carahue             | 52-64     | Puerto Varas Basket | Olimpo                 | 26 de abril | 19:00    |
| CD Valdivia            | 47-62     | Municipal Gorbea    | Aso. de Básquetbol     | 27 de abril | 18:00    |
| Libre: EB Puerto Montt |           |                     |                        |             |          |

| Semana 2          | Semana 2  | Semana 2            | Semana 2                 | Semana 2  | Semana 2 |
| Local             | Resultado | Visita              | Gimnasio                 | Fecha     | Hora     |
| ----------------- | --------- | ------------------- | ------------------------ | --------- | -------- |
| Municipal Gorbea  | 56-61     | CD Carahue          | Municipal Gorbea         | 3 de mayo | 19:00    |
| CD Castro         | 76-61     | CD Valdivia         | Municipal de Castro      | 3 de mayo | 19:00    |
| EB Puerto Montt   | 68-79     | Escolar Alemán PV   | Municipal Mario Marchant | 3 de mayo | 19:00    |
| Escolar Alemán PV | 82-59     | Puerto Varas Basket | Fiscal de Puerto Varas   | 4 de mayo | 19:00    |

| Semana 3                 | Semana 3  | Semana 3         | Semana 3               | Semana 3   | Semana 3 |
| Local                    | Resultado | Visita           | Gimnasio               | Fecha      | Hora     |
| ------------------------ | --------- | ---------------- | ---------------------- | ---------- | -------- |
| Puerto Varas Basket      | 57-69     | Municipal Gorbea | Fiscal de Puerto Varas | 10 de mayo | 19:00    |
| CD Carahue               | 60-74     | CD Castro        | Olimpo                 | 10 de mayo | 19:00    |
| CD Valdivia              | 76-81     | EB Puerto Montt  | Antonio Azurmendy      | 10 de mayo | 19:00    |
| Libre: Escolar Alemán PV |           |                  |                        |            |          |

| Semana 4                | Semana 4  | Semana 4            | Semana 4                 | Semana 4   | Semana 4 |
| Local                   | Resultado | Visita              | Gimnasio                 | Fecha      | Hora     |
| ----------------------- | --------- | ------------------- | ------------------------ | ---------- | -------- |
| CD Castro               | 82-69     | Puerto Varas Basket | Municipal de Castro      | 17 de mayo | 19:00    |
| Escolar Alemán PV       | 60-70     | CD Valdivia         | Fiscal de Puerto Varas   | 17 de mayo | 19:00    |
| EB Puerto Montt         | 84-68     | CD Carahue          | Municipal Mario Marchant | 17 de mayo | 19:00    |
| Libre: Municipal Gorbea |           |                     |                          |            |          |

| Semana 5            | Semana 5  | Semana 5          | Semana 5               | Semana 5   | Semana 5 |
| Local               | Resultado | Visita            | Gimnasio               | Fecha      | Hora     |
| ------------------- | --------- | ----------------- | ---------------------- | ---------- | -------- |
| Municipal Gorbea    | 68-82     | Escolar Alemán PV | Municipal de Gorbea    | 21 de mayo | 18:00    |
| CD Castro           | 91-64     | CEB Puerto Montt  | Municipal de Castro    | 21 de mayo | 19:00    |
| Municipal Gorbea    | 66-60     | CD Castro         | Municipal de Gorbea    | 24 de mayo | 19:00    |
| Puerto Varas Basket | 65-73     | CEB Puerto Montt  | Fiscal de Puerto Varas | 24 de mayo | 19:00    |
| CD Carahue          | 61-76     | Escolar Alemán PV | Olimpo                 | 24 de mayo | 19:00    |
| Libre: CD Valdivia  |           |                   |                        |            |          |

| Semana 6                                                   | Semana 6  | Semana 6         | Semana 6            | Semana 6   | Semana 6 |
| Local                                                      | Resultado | Visita           | Gimnasio            | Fecha      | Hora     |
| ---------------------------------------------------------- | --------- | ---------------- | ------------------- | ---------- | -------- |
| CD Carahue                                                 | 63-84     | CD Valdivia      | Olimpo              | 31 de mayo | 19:00    |
| Municipal Gorbea                                           | 77-64     | CEB Puerto Montt | Municipal de Gorbea | 31 de mayo | 19:00    |
| Libre: CD Castro - Escolar Alemán PV - Puerto Varas Basket |           |                  |                     |            |          |

| Semana 7                                             | Semana 7  | Semana 7         | Semana 7                 | Semana 7   | Semana 7 |
| Local                                                | Resultado | Visita           | Gimnasio                 | Fecha      | Hora     |
| ---------------------------------------------------- | --------- | ---------------- | ------------------------ | ---------- | -------- |
| CEB Puerto Montt                                     | 63-77     | Municipal Gorbea | Municipal Mario Marchant | 8 de junio | 18:00    |
| Escolar Alemán PV                                    | 93-69     | CD Carahue       | Fiscal de Puerto Varas   | 8 de junio | 18:00    |
| Libre: CD Castro - Puerto Varas Basket - CD Valdivia |           |                  |                          |            |          |

| Semana 8          | Semana 8  | Semana 8            | Semana 8                  | Semana 8    | Semana 8 |
| Local             | Resultado | Visita              | Gimnasio                  | Fecha       | Hora     |
| ----------------- | --------- | ------------------- | ------------------------- | ----------- | -------- |
| CEB Puerto Montt  | 74-108    | CD Castro           | Municipal Mario Marchant  | 14 de junio | 19:00    |
| Escolar Alemán PV | 82-66     | Municipal Gorbea    | Fiscal de Puerto Varas    | 14 de junio | 19:00    |
| CD Valdivia       | 52-82     | Puerto Varas Basket | Coliseo Antonio Azurmendy | 14 de junio | 19:00    |
| Libre: CD Carahue |           |                     |                           |             |          |

| Semana 9                | Semana 9  | Semana 9          | Semana 9               | Semana 9    | Semana 9 |
| Local                   | Resultado | Visita            | Gimnasio               | Fecha       | Hora     |
| ----------------------- | --------- | ----------------- | ---------------------- | ----------- | -------- |
| Puerto Varas Basket     | 81-56     | CD Carahue        | Fiscal de Puerto Varas | 21 de junio | 19:00    |
| Municipal Gorbea        | 77-67     | CD Valdivia       | Municipal de Gorbea    | 21 de junio | 19:00    |
| CD Castro               | 73-69     | Escolar Alemán PV | Municipal de Castro    | 21 de junio | 19:00    |
| Libre: CEB Puerto Montt |           |                   |                        |             |          |

| Semana 10           | Semana 10 | Semana 10        | Semana 10              | Semana 10   | Semana 10 |
| Local               | Resultado | Visita           | Gimnasio               | Fecha       | Hora      |
| ------------------- | --------- | ---------------- | ---------------------- | ----------- | --------- |
| CD Carahue          | 67-79     | Municipal Gorbea | Olimpo                 | 28 de junio | 19:00     |
| CD Valdivia         | 68-87     | CD Castro        | Aso. de Básquetbol     | 28 de junio | 19:00     |
| Escolar Alemán PV   | 86-83     | CEB Puerto Montt | Fiscal de Puerto Varas | 28 de junio | 19:00     |
| Puerto Varas Basket | 120-72    | CD Valdivia      | Fiscal de Puerto Varas | 29 de junio | 19:00     |

| Semana 11           | Semana 11 | Semana 11           | Semana 11                | Semana 11  | Semana 11 |
| Local               | Resultado | Visita              | Gimnasio                 | Fecha      | Hora      |
| ------------------- | --------- | ------------------- | ------------------------ | ---------- | --------- |
| CEB Puerto Montt    | 59-85     | CD Valdivia         | Municipal Mario Marchant | 5 de julio | 16:00     |
| Puerto Varas Basket | 97-65     | Escolar Alemán PV   | Fiscal de Puerto Varas   | 5 de julio | 19:00     |
| CD Castro           | 100-61    | CD Carahue          | Municipal de Castro      | 5 de julio | 19:00     |
| Municipal Gorbea    | 74-70     | Puerto Varas Basket | Municipal de Gorbea      | 6 de julio | 18:00     |

| Semana 12               | Semana 12 | Semana 12         | Semana 12                 | Semana 12   | Semana 12 |
| Local                   | Resultado | Visita            | Gimnasio                  | Fecha       | Hora      |
| ----------------------- | --------- | ----------------- | ------------------------- | ----------- | --------- |
| Puerto Varas Basket     | 78-50     | CD Castro         | Fiscal de Puerto Varas    | 12 de julio | 19:00     |
| CD Carahue              | 82-65     | CEB Puerto Montt  | Olimpo                    | 12 de julio | 19:00     |
| CD Valdivia             | 74-76     | Escolar Alemán PV | Coliseo Antonio Azurmendy | 12 de julio | 19:00     |
| Libre: Municipal Gorbea |           |                   |                           |             |           |

| Semana 13                | Semana 13 | Semana 13           | Semana 13                | Semana 13   | Semana 13 |
| Local                    | Resultado | Visita              | Gimnasio                 | Fecha       | Hora      |
| ------------------------ | --------- | ------------------- | ------------------------ | ----------- | --------- |
| CD Valdivia              | 92-68     | CD Carahue          | Aso. de Básquetbol       | 16 de julio | 18:00     |
| CEB Puerto Montt         | 50-84     | Puerto Varas Basket | Municipal Mario Marchant | 19 de julio | 16:00     |
| CD Castro                | 65-67     | Municipal Gorbea    | Municipal de Castro      | 19 de julio | 19:00     |
| Libre: Escolar Alemán PV |           |                     |                          |             |           |

### Zona B[4]
| Pos | Equipo                   | PTOS | PJ | PG | PP | AF   | EC   | DIF  |
| --- | ------------------------ | ---- | -- | -- | -- | ---- | ---- | ---- |
| 1.  | Las Ánimas               | 23   | 12 | 11 | 1  | 1109 | 761  | 348  |
| 2.  | Español de Osorno        | 22   | 12 | 10 | 2  | 1020 | 805  | 215  |
| 3.  | ABA Ancud                | 20   | 12 | 8  | 4  | 1087 | 875  | 212  |
| 4.  | CDSC Osorno              | 18   | 12 | 6  | 6  | 858  | 860  | -2   |
| 5.  | AB Temuco                | 17   | 12 | 5  | 7  | 824  | 942  | -118 |
| 6.  | Pumas Puerto Montt       | 13   | 12 | 1  | 11 | 760  | 997  | -237 |
| 7.  | Escuela Alemana Paillaco | 13   | 12 | 1  | 11 | 668  | 1086 | -418 |

     Clasifica a Playoffs

#### Fixture Zona B[5]
| Semana 1                 | Semana 1  | Semana 1           | Semana 1                | Semana 1    | Semana 1 |
| Local                    | Resultado | Visita             | Gimnasio                | Fecha       | Hora     |
| ------------------------ | --------- | ------------------ | ----------------------- | ----------- | -------- |
| ABA Ancud                | 90-59     | Pumas Puerto Montt | Fiscal Luis Caco Suárez | 26 de abril | 19:00    |
| Escuela Alemana Paillaco | 45-69     | CDSC Osorno        | Municipal de Paillaco   | 26 de abril | 19:00    |
| Las Ánimas               | 83-70     | Español de Osorno  | Las Ánimas              | 26 de abril | 20:00    |
| Libre: AB Temuco         |           |                    |                         |             |          |

| Semana 2                  | Semana 2  | Semana 2                 | Semana 2             | Semana 2  | Semana 2 |
| Local                     | Resultado | Visita                   | Gimnasio             | Fecha     | Hora     |
| ------------------------- | --------- | ------------------------ | -------------------- | --------- | -------- |
| Las Ánimas                | 88-70     | ABA Ancud                | Las Ánimas           | 3 de mayo | 19:00    |
| CDSC Osorno               | 74-51     | Español de Osorno        | María Gallardo       | 3 de mayo | 19:00    |
| AB Temuco                 | 97-38     | Escuela Alemana Paillaco | Costanera del Cautín | 3 de mayo | 19:00    |
| Libre: Pumas Puerto Montt |           |                          |                      |           |          |

| Semana 3                        | Semana 3  | Semana 3    | Semana 3         | Semana 3   | Semana 3 |
| Local                           | Resultado | Visita      | Gimnasio         | Fecha      | Hora     |
| ------------------------------- | --------- | ----------- | ---------------- | ---------- | -------- |
| Pumas Puerto Montt              | 66-78     | Las Ánimas  | Mario Marchant   | 10 de mayo | 19:00    |
| ABA Ancud                       | 103-59    | CDSC Osorno | Luis Caco Suárez | 10 de mayo | 19:00    |
| Español de Osorno               | 95-68     | AB Temuco   | Español          | 10 de mayo | 19:00    |
| Libre: Escuela Alemana Paillaco |           |             |                  |            |          |

| Semana 4                 | Semana 4  | Semana 4           | Semana 4              | Semana 4   | Semana 4 |
| Local                    | Resultado | Visita             | Gimnasio              | Fecha      | Hora     |
| ------------------------ | --------- | ------------------ | --------------------- | ---------- | -------- |
| CDSC Osorno              | 97-63     | Pumas Puerto Montt | María Gallardo        | 17 de mayo | 19:00    |
| AB Temuco                | 72-92     | ABA Ancud          | Costanera del Cautín  | 17 de mayo | 19:00    |
| Escuela Alemana Paillaco | 57-91     | Español de Osorno  | Municipal de Paillaco | 17 de mayo | 19:00    |
| Libre: Las Ánimas        |           |                    |                       |            |          |

| Semana 5                 | Semana 5  | Semana 5                 | Semana 5                | Semana 5   | Semana 5 |
| Local                    | Resultado | Visita                   | Gimnasio                | Fecha      | Hora     |
| ------------------------ | --------- | ------------------------ | ----------------------- | ---------- | -------- |
| CDSC Osorno              | 64-78     | AB Temuco                | María Gallardo          | 21 de mayo | 19:00    |
| Las Ánimas               | 115-61    | Escuela Alemana Paillaco | Las Ánimas              | 21 de mayo | 19:00    |
| Las Ánimas               | 84-71     | CDSC Osorno              | Las Ánimas              | 24 de mayo | 19:00    |
| Pumas Puerto Montt       | 55-78     | AB Temuco                | Mario Marchant          | 24 de mayo | 19:00    |
| ABA Ancud                | 85-56     | Escuela Alemana Paillaco | Fiscal Luis Caco Suárez | 24 de mayo | 19:00    |
| Libre: Español de Osorno |           |                          |                         |            |          |

| Semana 6           | Semana 6  | Semana 6                 | Semana 6                | Semana 6   | Semana 6 |
| Local              | Resultado | Visita                   | Gimnasio                | Fecha      | Hora     |
| ------------------ | --------- | ------------------------ | ----------------------- | ---------- | -------- |
| Pumas Puerto Montt | 83-69     | Escuela Alemana Paillaco | Mario Marchant          | 31 de mayo | 17:00    |
| ABA Ancud          | 86-89     | Español de Osorno        | Fiscal Luis Caco Suárez | 31 de mayo | 19:00    |
| Las Ánimas         | 121-46    | AB Temuco                | Las Ánimas              | 31 de mayo | 19:00    |
| Libre: CDSC Osorno |           |                          |                         |            |          |

| Semana 7                 | Semana 7  | Semana 7           | Semana 7              | Semana 7   | Semana 7 |
| Local                    | Resultado | Visita             | Gimnasio              | Fecha      | Hora     |
| ------------------------ | --------- | ------------------ | --------------------- | ---------- | -------- |
| Español de Osorno        | 83-75     | ABA Ancud          | Español               | 7 de junio | 19:00    |
| AB Temuco                | 43-94     | Las Ánimas         | Ribereño              | 7 de junio | 19:00    |
| Escuela Alemana Paillaco | 69-60     | Pumas Puerto Montt | Municipal de Paillaco | 8 de junio | 18:00    |
| Libre: CDSC Osorno       |           |                    |                       |            |          |

| Semana 8                 | Semana 8  | Semana 8           | Semana 8              | Semana 8    | Semana 8 |
| Local                    | Resultado | Visita             | Gimnasio              | Fecha       | Hora     |
| ------------------------ | --------- | ------------------ | --------------------- | ----------- | -------- |
| Español de Osorno        | 79-61     | Pumas Puerto Montt | María Gallardo        | 14 de junio | 19:00    |
| AB Temuco                | 67-86     | CDSC Osorno        | Costanera del Cautín  | 14 de junio | 19:00    |
| Escuela Alemana Paillaco | 45-95     | Las Ánimas         | Municipal de Paillaco | 15 de junio | 18:00    |
| Libre: ABA Ancud         |           |                    |                       |             |          |

| Semana 9           | Semana 9  | Semana 9                 | Semana 9                 | Semana 9    | Semana 9 |
| Local              | Resultado | Visita                   | Gimnasio                 | Fecha       | Hora     |
| ------------------ | --------- | ------------------------ | ------------------------ | ----------- | -------- |
| Pumas Puerto Montt | 72-102    | ABA Ancud                | Municipal Mario Marchant | 21 de junio | 16:00    |
| Español de Osorno  | 100-78    | Las Ánimas               | Español                  | 21 de junio | 19:00    |
| CDSC Osorno        | 87-53     | Escuela Alemana Paillaco | María Gallardo           | 21 de junio | 19:00    |
| Libre: AB Temuco   |           |                          |                          |             |          |

| Semana 10                | Semana 10 | Semana 10         | Semana 10                | Semana 10   | Semana 10 |
| Local                    | Resultado | Visita            | Gimnasio                 | Fecha       | Hora      |
| ------------------------ | --------- | ----------------- | ------------------------ | ----------- | --------- |
| ABA Ancud                | 72-94     | Las Ánimas        | Fiscal Luis Caco Suárez  | 28 de junio | 19:00     |
| Español de Osorno        | 83-44     | CDSC Osorno       | Español                  | 28 de junio | 19:00     |
| Escuela Alemana Paillaco | 55-69     | AB Temuco         | Municipal de Paillaco    | 28 de junio | 19:00     |
| Pumas Puerto Montt       | 46-90     | Español de Osorno | Municipal Mario Marchant | 29 de junio | 18:00     |

| Semana 11                       | Semana 11 | Semana 11          | Semana 11            | Semana 11  | Semana 11 |
| Local                           | Resultado | Visita             | Gimnasio             | Fecha      | Hora      |
| ------------------------------- | --------- | ------------------ | -------------------- | ---------- | --------- |
| CDSC Osorno                     | 75-83     | ABA Ancud          | María Gallardo       | 5 de julio | 19:00     |
| Las Ánimas                      | 96-69     | Pumas Puerto Montt | Las Ánimas           | 5 de julio | 19:00     |
| AB Temuco                       | 69-83     | Español de Osorno  | Costanera del Cautín | 5 de julio | 19:00     |
| Libre: Escuela Alemana Paillaco |           |                    |                      |            |           |

| Semana 12          | Semana 12 | Semana 12                | Semana 12                | Semana 12   | Semana 12 |
| Local              | Resultado | Visita                   | Gimnasio                 | Fecha       | Hora      |
| ------------------ | --------- | ------------------------ | ------------------------ | ----------- | --------- |
| Pumas Puerto Montt | 67-84     | CDSC Osorno              | Municipal Mario Marchant | 12 de julio | 19:00     |
| ABA Ancud          | 100-72    | AB Temuco                | Fiscal Luis Caco Suárez  | 12 de julio | 19:00     |
| Español de Osorno  | 106-64    | Escuela Alemana Paillaco | Español                  | 12 de julio | 19:00     |
| CDSC Osorno        | 48-83     | Las Ánimas               | María Gallardo           | 13 de julio | 19:00     |

| Semana 13                                           | Semana 13 | Semana 13          | Semana 13             | Semana 13   | Semana 13 |
| Local                                               | Resultado | Visita             | Gimnasio              | Fecha       | Hora      |
| --------------------------------------------------- | --------- | ------------------ | --------------------- | ----------- | --------- |
| Escuela Alemana Paillaco                            | 56-129    | ABA Ancud          | Municipal de Paillaco | 19 de julio | 19:00     |
| AB Temuco                                           | 65-59     | Pumas Puerto Montt | Costanera del Cautín  | 19 de julio | 19:00     |
| Libre: CDSC Osorno - Español de Osorno - Las Ánimas |           |                    |                       |             |           |

### Zona C[6]
| Pos | Equipo                | PTOS | PJ | PG | PP | AF  | EC  | DIF  |
| --- | --------------------- | ---- | -- | -- | -- | --- | --- | ---- |
| 1.  | CD Lautaro            | 22   | 12 | 10 | 2  | 924 | 750 | 174  |
| 2.  | Municipal Loncoche    | 21   | 12 | 9  | 3  | 914 | 787 | 127  |
| 3.  | CDSC Achao            | 19   | 12 | 7  | 5  | 784 | 781 | 3    |
| 4.  | CEB Purranque         | 18   | 12 | 6  | 6  | 865 | 874 | -9   |
| 5.  | CDB La Unión          | 18   | 12 | 6  | 6  | 813 | 837 | -24  |
| 6.  | San Francisco de Asís | 15   | 12 | 3  | 9  | 823 | 933 | -110 |
| 7.  | CDSC Frutillar        | 13   | 12 | 1  | 11 | 673 | 834 | -161 |

     Clasifica a Playoffs

#### Fixture Zona C[7]
| Semana 1              | Semana 1  | Semana 1           | Semana 1            | Semana 1    | Semana 1 |
| Local                 | Resultado | Visita             | Gimnasio            | Fecha       | Hora     |
| --------------------- | --------- | ------------------ | ------------------- | ----------- | -------- |
| San Francisco de Asís | 62-89     | CEB Purranque      | Municipal de Castro | 26 de abril | 19:00    |
| CDB La Unión          | 61-62     | CDSC Achao         | Municipal La Unión  | 26 de abril | 19:00    |
| CDSC Frutillar        | 41-70     | Municipal Loncoche | Fiscal de Frutillar | 27 de abril | 19:00    |
| Libre: CD Lautaro     |           |                    |                     |             |          |

| Semana 2             | Semana 2  | Semana 2              | Semana 2                  | Semana 2  | Semana 2 |
| Local                | Resultado | Visita                | Gimnasio                  | Fecha     | Hora     |
| -------------------- | --------- | --------------------- | ------------------------- | --------- | -------- |
| CDSC Achao           | 73-58     | San Francisco de Asís | Municipal Curaco de Vélez | 3 de mayo | 19:00    |
| CDSC Frutillar       | 73-69     | CDB La Unión          | Fiscal de Frutillar       | 4 de mayo | 18:00    |
| CD Lautaro           | 61-82     | Municipal Loncoche    | Toqui Lautaro             | 4 de mayo | 18:00    |
| Libre: CEB Purranque |           |                       |                           |           |          |

| Semana 3                  | Semana 3  | Semana 3       | Semana 3               | Semana 3   | Semana 3 |
| Local                     | Resultado | Visita         | Gimnasio               | Fecha      | Hora     |
| ------------------------- | --------- | -------------- | ---------------------- | ---------- | -------- |
| CEB Purranque             | 61-58     | CDSC Achao     | Municipal de Purranque | 10 de mayo | 19:00    |
| San Francisco de Asís     | 71-59     | CDSC Frutillar | Municipal de Castro    | 10 de mayo | 19:00    |
| CDB La Unión              | 45-71     | CD Lautaro     | Municipal La Unión     | 10 de mayo | 19:00    |
| Libre: Municipal Loncoche |           |                |                        |            |          |

| Semana 4           | Semana 4  | Semana 4              | Semana 4              | Semana 4   | Semana 4 |
| Local              | Resultado | Visita                | Gimnasio              | Fecha      | Hora     |
| ------------------ | --------- | --------------------- | --------------------- | ---------- | -------- |
| CDSC Frutillar     | 62-83     | CEB Purranque         | Fiscal de Frutillar   | 17 de mayo | 19:00    |
| CD Lautaro         | 89-66     | San Francisco de Asís | Municipal de Castro   | 17 de mayo | 19:00    |
| Municipal Loncoche | 58-68     | CDB La Unión          | Municipal de Loncoche | 18 de mayo | 18:00    |
| Libre: CDSC Achao  |           |                       |                       |            |          |

| Semana 5              | Semana 5  | Semana 5           | Semana 5               | Semana 5   | Semana 5 |
| Local                 | Resultado | Visita             | Gimnasio               | Fecha      | Hora     |
| --------------------- | --------- | ------------------ | ---------------------- | ---------- | -------- |
| CEB Purranque         | 78-67     | CDB La Unión       | Municipal de Purranque | 21 de mayo | 18:00    |
| CEB Purranque         | 76-81     | CD Lautaro         | Municipal de Purranque | 24 de mayo | 19:00    |
| San Francisco de Asís | 71-82     | Municipal Loncoche | Municipal de Castro    | 24 de mayo | 19:00    |
| CDSC Achao            | 71-50     | CDSC Frutillar     | Fiscal de Achao        | 25 de mayo | 18:00    |

| Semana 6              | Semana 6  | Semana 6           | Semana 6               | Semana 6   | Semana 6 |
| Local                 | Resultado | Visita             | Gimnasio               | Fecha      | Hora     |
| --------------------- | --------- | ------------------ | ---------------------- | ---------- | -------- |
| CDSC Achao            | 74-64     | CD Lautaro         | Fiscal de Achao        | 31 de mayo | 19:00    |
| CEB Purranque         | 78-93     | Municipal Loncoche | Municipal de Purranque | 31 de mayo | 19:00    |
| Municipal Loncoche    | 91-62     | CEB Purranque      | Municipal de Loncoche  | 1 de junio | 18:00    |
| San Francisco de Asís | 57-67     | CDB La Unión       | Municipal de Castro    | 1 de junio | 18:00    |
| Libre: CDSC Frutillar |           |                    |                        |            |          |

| Semana 7                                                   | Semana 7  | Semana 7              | Semana 7           | Semana 7   | Semana 7 |
| Local                                                      | Resultado | Visita                | Gimnasio           | Fecha      | Hora     |
| ---------------------------------------------------------- | --------- | --------------------- | ------------------ | ---------- | -------- |
| CD Lautaro                                                 | 77-41     | CDSC Achao            | Toqui Lautaro      | 7 de junio | 19:00    |
| CDB La Unión                                               | 78-67     | San Francisco de Asís | Municipal La Unión | 8 de junio | 18:00    |
| Libre: CDSC Frutillar - CEB Purranque - Municipal Loncoche |           |                       |                    |            |          |

| Semana 8                     | Semana 8  | Semana 8       | Semana 8              | Semana 8    | Semana 8 |
| Local                        | Resultado | Visita         | Gimnasio              | Fecha       | Hora     |
| ---------------------------- | --------- | -------------- | --------------------- | ----------- | -------- |
| CDB La Unión                 | 83-74     | CEB Purranque  | Municipal La Unión    | 14 de junio | 19:00    |
| Municipal Loncoche           | 68-77     | CDSC Achao     | Municipal de Loncoche | 14 de junio | 19:00    |
| CD Lautaro                   | 78-41     | CDSC Frutillar | Toqui Lautaro         | 14 de junio | 19:00    |
| Libre: San Francisco de Asís |           |                |                       |             |          |

| Semana 9           | Semana 9  | Semana 9              | Semana 9                  | Semana 9    | Semana 9 |
| Local              | Resultado | Visita                | Gimnasio                  | Fecha       | Hora     |
| ------------------ | --------- | --------------------- | ------------------------- | ----------- | -------- |
| CEB Purranque      | 87-82     | San Francisco de Asís | Municipal de Purranque    | 20 de junio | 18:00    |
| CDSC Achao         | 63-79     | CDB La Unión          | Municipal Curaco de Vélez | 21 de junio | 19:00    |
| Municipal Loncoche | 58-42     | CDSC Frutillar        | Municipal de Loncoche     | 22 de junio | 18:00    |
| Libre: CD Lautaro  |           |                       |                           |             |          |

| Semana 10                                                 | Semana 10 | Semana 10      | Semana 10             | Semana 10   | Semana 10 |
| Local                                                     | Resultado | Visita         | Gimnasio              | Fecha       | Hora      |
| --------------------------------------------------------- | --------- | -------------- | --------------------- | ----------- | --------- |
| Municipal Loncoche                                        | 61-90     | CD Lautaro     | Municipal de Loncoche | 28 de junio | 19:00     |
| CDB La Unión                                              | 66-57     | CDSC Frutillar | Municipal La Unión    | 28 de junio | 19:00     |
| Libre: CDSC Achao - CEB Purranque - San Francisco de Asís |           |                |                       |             |           |

| Semana 11                 | Semana 11 | Semana 11             | Semana 11                 | Semana 11  | Semana 11 |
| Local                     | Resultado | Visita                | Gimnasio                  | Fecha      | Hora      |
| ------------------------- | --------- | --------------------- | ------------------------- | ---------- | --------- |
| CD Lautaro                | 90-67     | CDB La Unión          | Toqui Lautaro             | 5 de julio | 19:00     |
| CDSC Frutillar            | 65-67     | San Francisco de Asís | Fiscal de Frutillar       | 5 de julio | 19:00     |
| CDSC Achao                | 73-57     | CEB Purranque         | Municipal Curaco de Vélez | 5 de julio | 19:00     |
| Libre: Municipal Loncoche |           |                       |                           |            |           |

| Semana 12             | Semana 12 | Semana 12          | Semana 12              | Semana 12   | Semana 12 |
| Local                 | Resultado | Visita             | Gimnasio               | Fecha       | Hora      |
| --------------------- | --------- | ------------------ | ---------------------- | ----------- | --------- |
| CEB Purranque         | 63-55     | CDSC Frutillar     | Municipal de Purranque | 12 de julio | 19:00     |
| San Francisco de Asís | 72-86     | CD Lautaro         | Municipal de Castro    | 12 de julio | 19:00     |
| CDB La Unión          | 63-87     | Municipal Loncoche | Municipal La Unión     | 12 de julio | 19:00     |
| Libre: CDSC Achao     |           |                    |                        |             |           |

| Semana 13             | Semana 13 | Semana 13             | Semana 13                 | Semana 13   | Semana 13 |
| Local                 | Resultado | Visita                | Gimnasio                  | Fecha       | Hora      |
| --------------------- | --------- | --------------------- | ------------------------- | ----------- | --------- |
| CDSC Achao            | 58-72     | Municipal Loncoche    | Municipal Curaco de Vélez | 16 de julio | 18:00     |
| CDSC Frutillar        | 68-70     | CD Lautaro            | Fiscal de Frutillar       | 16 de julio | 19:00     |
| Municipal Loncoche    | 92-76     | San Francisco de Asís | Municipal de Loncoche     | 19 de julio | 16:00     |
| CDSC Frutillar        | 60-68     | CDSC Achao            | Fiscal de Frutillar       | 19 de julio | 19:00     |
| CD Lautaro            | 67-57     | CEB Purranque         | Toqui Lautaro             | 19 de julio | 19:00     |
| San Francisco de Asís | 74-66     | CDSC Achao            | Colegio San Crescente     | 20 de julio | 19:00     |

### Cuadro de Play-Offs
|  | Cuartos de final | Cuartos de final   | Cuartos de final | Cuartos de final  | Cuartos de final |    |           | Semifinales      | Semifinales | Semifinales | Semifinales |    |                   | Final | Final | Final |  |
|  |                  |                    |                  |                   |                  |    |           |                  |             |             |             |    |                   |       |       |       |  |
|  |                  |                    |                  |                   |                  |    |           |                  |             |             |             |    |                   |       |       |       |  |
|  | 1A               | Municipal Gorbea   | 58               | 75                | 92               |    |           |                  |             |             |             |    |                   |       |       |       |  |
|  | 1A               | Municipal Gorbea   | 58               | 75                | 92               |    |           |                  |             |             |             |    |                   |       |       |       |  |
|  | 3B               | ABA Ancud          | 63               | 67                | 80               |    |           |                  |             |             |             |    |                   |       |       |       |  |
|  | 3B               | ABA Ancud          | 63               | 67                | 80               |    | 1A        | Municipal Gorbea | 61          | 59          |             |    |                   |       |       |       |  |
|  |                  |                    |                  |                   |                  |    | 1A        | Municipal Gorbea | 61          | 59          |             |    |                   |       |       |       |  |
|  |                  |                    | 2B               | Español de Osorno | 72               | 91 |           |                  |             |             |             |    |                   |       |       |       |  |
|  | 1C               | CD Lautaro         | 2B               | Español de Osorno | 72               | 91 | 59        | 62               |             |             |             |    |                   |       |       |       |  |
|  | 1C               | CD Lautaro         |                  |                   |                  |    |           |                  |             |             |             |    |                   |       |       |       |  |
|  | 2B               | Español de Osorno  | 68               | 100               |                  |    |           |                  |             |             |             |    |                   |       |       |       |  |
|  | 2B               | Español de Osorno  | 68               | 100               |                  |    |           |                  |             |             |             | 2B | Español de Osorno |       |       |       |  |
|  |                  |                    |                  |                   |                  |    |           |                  |             |             |             | 2B | Español de Osorno |       |       |       |  |
|  |                  |                    | 1B               | CD Las Ánimas     |                  |    |           |                  |             |             |             |    |                   |       |       |       |  |
|  | 2A               | CD Castro          | 1B               | CD Las Ánimas     | 82               | 82 |           |                  |             |             |             |    |                   |       |       |       |  |
|  | 2A               | CD Castro          |                  |                   |                  |    |           |                  |             |             |             |    |                   |       |       |       |  |
|  | 2C               | Municipal Loncoche | 75               | 65                |                  |    |           |                  |             |             |             |    |                   |       |       |       |  |
|  | 2C               | Municipal Loncoche | 75               | 65                |                  | 2A | CD Castro | 55               | 59          |             |             |    |                   |       |       |       |  |
|  |                  |                    |                  |                   |                  | 2A | CD Castro | 55               | 59          |             |             |    |                   |       |       |       |  |
|  |                  |                    | 1B               | CD Las Ánimas     | 102              | 71 |           |                  |             |             |             |    |                   |       |       |       |  |
|  | 1B               | CD Las Ánimas      | 1B               | CD Las Ánimas     | 102              | 71 | 88        | 83               |             |             |             |    |                   |       |       |       |  |
|  | 1B               | CD Las Ánimas      |                  |                   |                  |    |           |                  |             |             |             |    |                   |       |       |       |  |
|  | 3A               | Escolar Alemán PV  | 67               | 79                |                  |    |           |                  |             |             |             |    |                   |       |       |       |  |
|  | 3A               | Escolar Alemán PV  | 67               | 79                |                  |    |           |                  |             |             |             |    |                   |       |       |       |  |
|  |                  |                    |                  |                   |                  |    |           |                  |             |             |             |    |                   |       |       |       |  |

#### Cuartos de final

##### 1AMunicipal Gorbea vs3BABA Ancud
| 27 de julio de 2025 Partido 1  | Municipal Gorbea                                                                        | 58–63 (Series: 0-1)                   | ABA Ancud                                                                           | Gorbea                                  |  |  |
| 18:00                          | Parciales: 20-16, 10-24, 12-12, 16-11                                                   | Parciales: 20-16, 10-24, 12-12, 16-11 | Parciales: 20-16, 10-24, 12-12, 16-11                                               |                                         |  |  |
|                                | Estadísticas Kevin Ortega (19) Claudio Cabrera (10) Kevin Ortega (6) Luigi Anselmo (19) | Reporte Pts Reb Asts Val              | Estadísticas (19) Pablo Barraza (22) Mario Pinto (3) Enzo González (29) Mario Pinto | Pabellón: Municipal de Gorbea Árbitros: |  |  |
| ABA Ancud lidera la serie, 1-0 |                                                                                         |                                       |                                                                                     |                                         |  |  |
|                                |                                                                                         |                                       |                                                                                     |                                         |  |  |

| 3 de agosto de 2025 Partido 2 | ABA Ancud                                                                         | 67–75 (Series: 1-1)                  | Municipal Gorbea                                                                           | Ancud                                                                     |  |  |
| 16:00                         | Parciales: 23-22, 15-20, 1-20, 28-13                                              | Parciales: 23-22, 15-20, 1-20, 28-13 | Parciales: 23-22, 15-20, 1-20, 28-13                                                       |                                                                           |  |  |
|                               | Estadísticas Renato Vera (18) Mario Pinto (10) Enzo González (6) Mario Pinto (19) | Reporte Pts Reb Asts Val             | Estadísticas (16) Claudio Cabrera (10) Luigi Anselmo (6) Saadir Mique (18) Claudio Cabrera | Pabellón: Fiscal Luis Caco Suárez Árbitros: S. Negrón T. Vera M. Coronado |  |  |
| Serie igualada, 1-1           |                                                                                   |                                      |                                                                                            |                                                                           |  |  |
|                               |                                                                                   |                                      |                                                                                            |                                                                           |  |  |

| 10 de agosto de 2025 Partido 3      | Municipal Gorbea                                                                     | 92–80 (Series: 2-1)                   | ABA Ancud                                                                             | Gorbea                                                                     |  |  |
| 16:00                               | Parciales: 18-22, 31-19, 17-16, 26-23                                                | Parciales: 18-22, 31-19, 17-16, 26-23 | Parciales: 18-22, 31-19, 17-16, 26-23                                                 |                                                                            |  |  |
|                                     | Estadísticas Kevin Ortega (28) Luigi Anselmo (9) Saadir Mique (5) Luigi Anselmo (28) | Reporte Pts Reb Asts Val              | Estadísticas (35) Pablo Barraza (10) Renato Vera (4) Pablo Barraza (35) Pablo Barraza | Pabellón: Municipal de Gorbea Árbitros: R. González E. Jaramillo B. Castro |  |  |
| Municipal Gorbea gana la serie, 2-1 |                                                                                      |                                       |                                                                                       |                                                                            |  |  |
|                                     |                                                                                      |                                       |                                                                                       |                                                                            |  |  |

##### 1CCD Lautaro vs2BEspañol de Osorno
| 26 de julio de 2025 Partido 1          | CD Lautaro                                                                                     | 59–68 (Series: 0-1)                   | Español de Osorno                                                                                       | Lautaro                                                           |  |  |
| 19:00                                  | Parciales: 13-21, 14-19, 15-13, 17-15                                                          | Parciales: 13-21, 14-19, 15-13, 17-15 | Parciales: 13-21, 14-19, 15-13, 17-15                                                                   |                                                                   |  |  |
|                                        | Estadísticas Cristóbal Muñoz (18) Cristóbal Muñoz (12) Giglio Linfati (4) Cristóbal Muñoz (22) | Reporte Pts Reb Asts Val              | Estadísticas (25) Cristóbal Martínez (16) Benjamín Adasme (2) Milenko Sepúlveda (15) Cristóbal Martínez | Pabellón: Toqui Lautaro Árbitros: J. González I. Duke L. Guerrero |  |  |
| Español de Osorno lidera la serie, 1-0 |                                                                                                |                                       | |                                                                   |  |  |
|                                        |                                                                                                |                                       | |                                                                   |  |  |

| 2 de agosto de 2025 Partido 2        | Español de Osorno                                                                                          | 100–62 (Series: 2-0)                  | CD Lautaro                                                                                | Osorno                                                         |  |  |
| 19:00                                | Parciales: 27-10, 22-14, 28-15, 23-23                                                                      | Parciales: 27-10, 22-14, 28-15, 23-23 | Parciales: 27-10, 22-14, 28-15, 23-23                                                     |                                                                |  |  |
|                                      | Estadísticas Milenko Sepúlveda (30) Milenko Sepúlveda (11) Cristóbal Martínez (12) Cristóbal Martínez (40) | Reporte Pts Reb Asts Val              | Estadísticas (16) Giglio Linfati (7) Diego Urrutia (4) Giglio Linfati (23) Giglio Linfati | Pabellón: CD Español Árbitros: R. Aguilar P. Trapp M. Coronado |  |  |
| Español de Osorno gana la serie, 2-0 | |                                       |                                                                                           |                                                                |  |  |
|                                      | |                                       |                                                                                           |                                                                |  |  |

##### 2ACD Castro vs2CMunicipal Loncoche
| 26 de julio de 2025 Partido 1  | CD Castro                                                                             | 82–75 (Series: 1-0)                   | Municipal Loncoche                                                                                     | Castro                                                               |  |  |
| 21:00                          | Parciales: 22-18, 18-14, 17-25, 25-18                                                 | Parciales: 22-18, 18-14, 17-25, 25-18 | Parciales: 22-18, 18-14, 17-25, 25-18                                                                  |                                                                      |  |  |
|                                | Estadísticas Marco Ugalde (33) Francisco Vera (10) Marco Ugalde (6) Marco Ugalde (38) | Reporte Pts Reb Asts Val              | Estadísticas (26) Cristóbal Jaramillo (13) Mauricio Carvajal (6) Mario Sanhueza (26) Mauricio Carvajal | Pabellón: Municipal de Castro Árbitros: R. Aguilar P. Trapp C. Ojeda |  |  |
| CD Castro lidera la serie, 1-0 |                                                                                       |                                       | |                                                                      |  |  |
|                                |                                                                                       |                                       | |                                                                      |  |  |

| 2 de agosto de 2025 Partido 2 | Municipal Loncoche                                                                                      | 65–82 (Series: 0-2)                   | CD Castro                                                                           | Loncoche                                  |  |  |
| 19:00                         | Parciales: 21-20, 16-17, 14-25, 14-20                                                                   | Parciales: 21-20, 16-17, 14-25, 14-20 | Parciales: 21-20, 16-17, 14-25, 14-20                                               |                                           |  |  |
|                               | Estadísticas Matías Jaramillo (16) Mauricio Carvajal (18) Mauricio Carvajal (11) Mauricio Carvajal (24) | Reporte Pts Reb Asts Val              | Estadísticas (32) Oscar Barría (10) Marco Ugalde (7) Marco Ugalde (32) Oscar Barría | Pabellón: Municipal de Loncoche Árbitros: |  |  |
| CD Castro gana la serie, 2-0  | |                                       |                                                                                     |                                           |  |  |
|                               | |                                       |                                                                                     |                                           |  |  |

##### 1BCD Las Ánimas vs3AEscolar Alemán PV
| 27 de julio de 2025 Partido 1      | CD Las Ánimas                                                                                       | 88–67 (Series: 1-0)                   | Escolar Alemán PV                                                                              | Valdivia                                                         |  |  |
| 18:00                              | Parciales: 20-17, 28-15, 23-17, 17-18                                                               | Parciales: 20-17, 28-15, 23-17, 17-18 | Parciales: 20-17, 28-15, 23-17, 17-18                                                          |                                                                  |  |  |
|                                    | Estadísticas Francisco Figueroa (25) Cristóbal Stuardo (9) Gabriel Díaz (7) Francisco Figueroa (28) | Reporte Pts Reb Asts Val              | Estadísticas (20) Larry Guerrero (10) Larry Guerrero (3) Vicente Schwerter (20) Larry Guerrero | Pabellón: Las Ánimas Árbitros: E. Jaramillo V. Torres M. Vilches |  |  |
| CD Las Ánimas lidera la serie, 1-0 | |                                       |                                                                                                |                                                                  |  |  |
|                                    | |                                       |                                                                                                |                                                                  |  |  |

| 2 de agosto de 2025 Partido 2    | Escolar Alemán PV                                                                            | 79–83 (Series: 0-2)                   | CD Las Ánimas                                                                                  | Puerto Varas                                                             |  |  |
| 21:00                            | Parciales: 28-21, 15-22, 21-19, 15-21                                                        | Parciales: 28-21, 15-22, 21-19, 15-21 | Parciales: 28-21, 15-22, 21-19, 15-21                                                          |                                                                          |  |  |
|                                  | Estadísticas Sebastián Gómez (24) Larry Guerrero (14) Sebastián Gómez (7) José Canicura (24) | Reporte Pts Reb Asts Val              | Estadísticas (22) Gabriel Díaz (9) Francisco Figueroa (4) Gabriel Díaz (25) Francisco Figueroa | Pabellón: Fiscal de Puerto Varas Árbitros: S. Negrón R. Oliveros T. Vera |  |  |
| CD Las Ánimas gana la serie, 2-0 |                                                                                              |                                       |                                                                                                |                                                                          |  |  |
|                                  |                                                                                              |                                       |                                                                                                |                                                                          |  |  |

#### Semifinales

##### 1AMunicipal Gorbea vs2BEspañol de Osorno
| 15 de agosto de 2025 Partido 1         | Municipal Gorbea                                                                       | 61–72 (Series: 0-1)                  | Español de Osorno | Gorbea                                                              |  |  |
| 18:00                                  | Parciales: 20-15, 16-28, 20-19, 5-10                                                   | Parciales: 20-15, 16-28, 20-19, 5-10 | Parciales: 20-15, 16-28, 20-19, 5-10                                                                                  |                                                                     |  |  |
|                                        | Estadísticas Saadir Mique (18) Luigi Anselmo (11) Luigi Anselmo (3) Luigi Anselmo (17) | Reporte Pts Reb Asts Val             | Estadísticas (21) Agustin Moraga (19) Milenko Sepulveda (3) Agustín Moraga (24) Agustín Moraga (24) Milenko Sepúlveda | Pabellón: Municipal de Gorbea Árbitros: B. Castro I. Pozo I. Müller |  |  |
| Español de Osorno lidera la serie, 1-0 |                                                                                        |                                      | |                                                                     |  |  |
|                                        |                                                                                        |                                      | |                                                                     |  |  |

| 17 de agosto de 2025 Partido 2       | Español de Osorno                                                                                        | 91–59 (Series: 2-0)                  | Municipal Gorbea                                                                  | Osorno                                                           |  |  |
| 14:00                                | Parciales: 25-6, 30-22, 21-11, 15-20                                                                     | Parciales: 25-6, 30-22, 21-11, 15-20 | Parciales: 25-6, 30-22, 21-11, 15-20                                              |                                                                  |  |  |
|                                      | Estadísticas Milenko Sepúlveda (27) Milenko Sepúlveda (14) Cristóbal Martínez (8) Milenko Sepúlveda (37) | Reporte Pts Reb Asts Val             | Estadísticas (18) Joaquín Muñoz (9) José Iturra (6) Kevin Ortega (13) José Iturra | Pabellón: CD Español Árbitros: R. Aguilar E. Jaramillo M. Flores |  |  |
| Español de Osorno gana la serie, 2-0 | |                                      |                                                                                   |                                                                  |  |  |
|                                      | |                                      |                                                                                   |                                                                  |  |  |

##### 1BCD Las Ánimas vs2ACD Castro
| 15 de agosto de 2025 Partido 1     | CD Las Ánimas                                                                               | 102–55 (Series: 1-0)                  | CD Castro                                                                          | Valdivia                                                         |  |  |
| 18:00                              | Parciales: 24-15, 23-15, 24-13, 31-12                                                       | Parciales: 24-15, 23-15, 24-13, 31-12 | Parciales: 24-15, 23-15, 24-13, 31-12                                              |                                                                  |  |  |
|                                    | Estadísticas Francisco Figueroa (16) Vicente Correa (8) Gabriel Díaz (11) Gabriel Díaz (27) | Reporte Pts Reb Asts Val              | Estadísticas (18) Marco Ugalde (5) Marco Ugalde (3) Marco Ugalde (15) Marco Ugalde | Pabellón: Las Ánimas Árbitros: S. Negrón L. Poblete E. Jaramillo |  |  |
| CD Las Ánimas lidera la serie, 1-0 |                                                                                             |                                       |                                                                                    |                                                                  |  |  |
|                                    |                                                                                             |                                       |                                                                                    |                                                                  |  |  |

| 16 de agosto de 2025 Partido 2   | CD Castro                                                                               | 59–71 (Series: 0-2)                   | CD Las Ánimas                                                                                         | Castro                                                                   |  |  |
| 21:00                            | Parciales: 16-13, 19-20, 14-26, 10-12                                                   | Parciales: 16-13, 19-20, 14-26, 10-12 | Parciales: 16-13, 19-20, 14-26, 10-12                                                                 |                                                                          |  |  |
|                                  | Estadísticas Marco Ugalde (19) Francisco Vera (13) Marco Ugalde (7) Francisco Vera (19) | Reporte Pts Reb Asts Val              | Estadísticas (19) Francisco Figueroa (23) Francisco Figueroa (8) Gabriel Díaz (29) Francisco Figueroa | Pabellón: Municipal de Castro Árbitros: S. Negrón T. Vera A. Montealegre |  |  |
| CD Las Ánimas gana la serie, 2-0 |                                                                                         |                                       | |                                                                          |  |  |
|                                  |                                                                                         |                                       | |                                                                          |  |  |

## Distinciones

### Equipo de la semana Fase Zonal
Se indica entre paréntesis la valoración obtenida en dicha jornada. Destacado el MVP de la jornada.
| Semana | Jugador 1 (MVP)                           | Jugador 2                                 | Jugador 3                                | Jugador 4                                 | Jugador 5                                 | Ref    |
| ------ | ----------------------------------------- | ----------------------------------------- | ---------------------------------------- | ----------------------------------------- | ----------------------------------------- | ------ |
| 1      | Marco Ugalde (36) Deportes Castro         | Cristian García (31) CDSC Achao           | Carlos Delgado (29) CEB Purranque        | Marlon Carrillo (29) CEB Purranque        | Francisco Figueroa (26) Las Ánimas        |        |
| 2      | Gabriel Díaz (31) Las Ánimas              | Dennis Smythe (26) AB Temuco              | Yolvier Romero (26) CDSC Achao           | Larry Guerrero (25) Escolar Alemán        | Francisco Gallardo (23) CDSC Osorno       |        |
| 3      | Milenko Sepúlveda (50) Español de Osorno  | Mario Pinto (30) ABA Ancud                | Francisco Jara (30) CEB Puerto Montt     | Fernando Paegelow (28) San Francisco      | Enzo González (26) ABA Ancud              |        |
| 4      | Cristopher Padilla (35) CDSC Osorno       | Marlon Carrillo (33) CEB Purranque        | Jorge Guzmán (30) CDSC Osorno            | Francisco Jara (30) CEB Puerto Montt      | Carlos Delgado (29) CEB Purranque         |        |
| 5      | Mauricio Carvajal (36) Municipal Loncoche | Sebastián Gómez (32) Escolar Alemán       | Francisco Jara (31) CEB Puerto Montt     | Larry Guerrero (30) Escolar Alemán        | Pablo Niklistchek (29) Deportes Castro    |        |
| 6      | Mauricio Carvajal (36) Municipal Loncoche | Vicente Correa (32) Las Ánimas            | Milenko Sepúlveda (32) Español de Osorno | Sebastián Caro (29) Pumas                 | Kevin Ortega (29) Municipal Gorbea        | [ 9 ]  |
| 7      | Cristian Segovia (33) CDB La Unión        | Milenko Sepúlveda (26) Español de Osorno  | Vicente Caro (24) Las Ánimas             | Larry Guerrero (21) Escolar Alemán        | Cristóbal Martínez (21) Español de Osorno | [ 10 ] |
| 8      | Marco Ugalde (38) Deportes Castro         | Cristian Segovia (34) CDB La Unión        | Pablo Gacitúa (32) CDSC Achao            | Cristóbal Stuardo (31) Las Ánimas         | Óscar Barría (31) Deportes Castro         | [ 11 ] |
| 9      | Agustín Moraga (41) Español de Osorno     | Claudio Cabrera (34) Municipal Gorbea     | Francisco Gallardo (29) CDSC Osorno      | Matías Barrientos (29) ABA Ancud          | Jorge Guzmán (28) CDSC Osorno             | [ 12 ] |
| 10     | Milenko Sepúlveda (31) Español de Osorno  | Óscar Barría (29) Deportes Castro         | Agustín Moraga (29) Español de Osorno    | Diego Urrutia (26) CD Lautaro             | Simón Davies (26) Puerto Varas Basket     | [ 13 ] |
| 11     | Patricio Arroyo (37) Puerto Varas Basket  | Gabriel Díaz (32) Las Ánimas              | Cristóbal Stuardo (28) Las Ánimas        | Carlos Villagrán (27) Puerto Varas Basket | Fernando Paegelow (26) San Francisco      | [ 14 ] |
| 12     | Cristóbal Martínez (51) Español de Osorno | Máximo González (32) Español de Osorno    | Enzo González (32) ABA Ancud             | Jorge Manríquez (31) CEB Purranque        | Joaquín Maldonado (30) CD Carahue         | [ 15 ] |
| 13     | Pablo Barraza (43) ABA Ancud              | Mauricio Carvajal (40) Municipal Loncoche | Matías Jaramillo (35) Municipal Loncoche | Mario Pinto (29) ABA Ancud                | Matías Barrientos (28) ABA Ancud          | [ 16 ] |

### Equipo de la semana Playoffs
Se indica entre paréntesis la valoración obtenida en dicha jornada. Destacado el MVP de la jornada.
| Semana | Jugador 1 (MVP)                           | Jugador 2                                | Jugador 3                          | Jugador 4                           | Jugador 5                                                           | Ref    |
| ------ | ----------------------------------------- | ---------------------------------------- | ---------------------------------- | ----------------------------------- | ------------------------------------------------------------------- | ------ |
| 1      | Marco Ugalde (38) Deportes Castro         | Mario Pinto (29) ABA Ancud               | Francisco Figueroa (28) Las Ánimas | Gabriel Díaz (20) Las Ánimas        | Pablo Barraza (17) ABA Ancud                                        | [ 17 ] |
| 2      | Cristóbal Martínez (40) Español de Osorno | Milenko Sepúlveda (39) Español de Osorno | Óscar Barría (32) Deportes Castro  | Lorenzo Soto (27) Español de Osorno | Francisco Figueroa y Marco Ugalde (25) Las Ánimas y Deportes Castro | [ 18 ] |

### Líderes
Máximos Anotadores
|   | Jugador                   | Equipo                         | PPP  |
| - | ------------------------- | ------------------------------ | ---- |
| 1 | Milenko Sepúlveda Fredes  | Español de Osorno              | 23,6 |
| 2 | Cristian Segovia Quelín   | CDB La Unión                   | 21,9 |
| 3 | Oscar Barría Roa          | Deportes Castro                | 19,4 |
| 4 | Sebastián Gómez Alvarado  | Escolar Alemán de Puerto Varas | 18,5 |
| 5 | Jorge Manríquez Manríquez | CD Carahue                     | 18,3 |

Máximos Reboteadores
|   | Jugador                   | Equipo             | RPP  |
| - | ------------------------- | ------------------ | ---- |
| 1 | Mauricio Carvajal Fuentes | Municipal Loncoche | 15   |
| 2 | Luis Millapán Ruíz        | CDFSC Frutillar    | 14,5 |
| 3 | Yolvier Romero Márquez    | CDSC Achao         | 13,2 |
| 4 | Marlon Carrillo Fernández | CEB Purranque      | 12,5 |
| 5 | Jorge Guzmán Vargas       | CDSC Osorno        | 12,1 |

Máximos Asistidores
|   | Jugador                   | Equipo             | APP |
| - | ------------------------- | ------------------ | --- |
| 1 | Gabriel Díaz Gazzo        | Las Ánimas         | 5,9 |
| 2 | Cristóbal Martínez Burgos | Español de Osorno  | 5,6 |
| 3 | Enzo González Igor        | ABA Ancud          | 5,4 |
| 4 | Juan Acuña Mülchi         | AB Temuco          | 5,1 |
| 4 | Marco Ugalde Gazzo        | Deportes Castro    | 5,1 |
| 4 | Mauricio Carvajal Fuentes | Municipal Loncoche | 5,1 |

Máximos Recuperadores
|   | Jugador                   | Equipo                   | RPP |
| - | ------------------------- | ------------------------ | --- |
| 1 | Marco Ugalde Gazzo        | Deportes Castro          | 5,1 |
| 2 | Oscar Barría Roa          | Deportes Castro          | 3,8 |
| 3 | Cristian García Molina    | CDSC Achao               | 3,5 |
| 4 | Cristóbal Martínez Burgos | Español de Osorno        | 3,4 |
| 5 | Eduardo Larsen Elortondo  | Escuela Alemana Paillaco | 3,1 |

Máximos Bloqueadores
|   | Jugador                      | Equipo                         | BPP |
| - | ---------------------------- | ------------------------------ | --- |
| 1 | Jorge Rodríguez Lobos        | CDSC Achao                     | 2   |
| 2 | Maximiliano Peralta Gori     | CD Valdivia                    | 1,6 |
| 3 | Vicente Schwerter Vyhmeister | Escolar Alemán de Puerto Varas | 1,4 |
| 4 | Luis Millapán Ruíz           | CDFSC Frutillar                | 1,3 |
| 4 | Benjamín Adasme Crumacher    | Español de Osorno              | 1,3 |

## U17

### Zona A
| Pos | Equipo              | PTOS | PJ | PG | PP | AF   | EC   | DIF  |
| --- | ------------------- | ---- | -- | -- | -- | ---- | ---- | ---- |
| 1.  | Escolar Alemán PV   | 23   | 12 | 11 | 1  | 1061 | 697  | 364  |
| 2.  | Puerto Varas Basket | 21   | 12 | 9  | 3  | 1047 | 693  | 354  |
| 3.  | CD Valdivia         | 21   | 12 | 9  | 3  | 926  | 725  | 201  |
| 4.  | Municipal Gorbea    | 18   | 12 | 6  | 6  | 842  | 774  | 68   |
| 5.  | CD Castro           | 17   | 12 | 5  | 7  | 795  | 876  | -81  |
| 6.  | CD Carahue          | 14   | 12 | 2  | 10 | 641  | 1062 | -421 |
| 7.  | CEB Puerto Montt    | 12   | 12 | 0  | 12 | 589  | 1074 | -485 |

     Clasifica a Playoffs

#### Fixture Zona A
| Semana 1                | Semana 1  | Semana 1            | Semana 1               | Semana 1    | Semana 1 |
| Local                   | Resultado | Visita              | Gimnasio               | Fecha       | Hora     |
| ----------------------- | --------- | ------------------- | ---------------------- | ----------- | -------- |
| Escolar Alemán PV       | 88-62     | CD Castro           | Fiscal de Puerto Varas | 26 de abril | 15:00    |
| CD Carahue              | 45-107    | Puerto Varas Basket | Olimpo                 | 26 de abril | 17:00    |
| CD Valdivia             | 75-59     | Municipal Gorbea    | Aso. de Básquetbol     | 27 de abril | 16:00    |
| Libre: CEB Puerto Montt |           |                     |                        |             |          |

| Semana 2          | Semana 2  | Semana 2            | Semana 2                 | Semana 2  | Semana 2 |
| Local             | Resultado | Visita              | Gimnasio                 | Fecha     | Hora     |
| ----------------- | --------- | ------------------- | ------------------------ | --------- | -------- |
| Municipal Gorbea  | 103-46    | CD Carahue          | Municipal Gorbea         | 3 de mayo | 17:00    |
| CD Castro         | 70-68     | CD Valdivia         | Municipal de Castro      | 3 de mayo | 17:00    |
| CEB Puerto Montt  | 38-116    | Escolar Alemán PV   | Municipal Mario Marchant | 3 de mayo | 17:00    |
| Escolar Alemán PV | 87-70     | Puerto Varas Basket | Fiscal de Puerto Varas   | 4 de mayo | 17:00    |

| Semana 3                 | Semana 3  | Semana 3         | Semana 3               | Semana 3   | Semana 3 |
| Local                    | Resultado | Visita           | Gimnasio               | Fecha      | Hora     |
| ------------------------ | --------- | ---------------- | ---------------------- | ---------- | -------- |
| Puerto Varas Basket      | 80-69     | Municipal Gorbea | Fiscal de Puerto Varas | 10 de mayo | 17:00    |
| CD Carahue               | 54-88     | CD Castro        | Olimpo                 | 10 de mayo | 17:00    |
| CD Valdivia              | 91-53     | CEB Puerto Montt | Antonio Azurmendy      | 10 de mayo | 17:00    |
| Libre: Escolar Alemán PV |           |                  |                        |            |          |

| Semana 4                | Semana 4  | Semana 4            | Semana 4               | Semana 4   | Semana 4 |
| Local                   | Resultado | Visita              | Gimnasio               | Fecha      | Hora     |
| ----------------------- | --------- | ------------------- | ---------------------- | ---------- | -------- |
| CD Castro               | 41-97     | Puerto Varas Basket | Municipal de Castro    | 17 de mayo | 17:00    |
| Escolar Alemán PV       | 71-54     | CD Valdivia         | Fiscal de Puerto Varas | 17 de mayo | 17:00    |
| CEB Puerto Montt        | 55-68     | CD Carahue          | Mario Marchant         | 17 de mayo | 17:00    |
| Libre: Municipal Gorbea |           |                     |                        |            |          |

| Semana 5            | Semana 5  | Semana 5          | Semana 5               | Semana 5   | Semana 5 |
| Local               | Resultado | Visita            | Gimnasio               | Fecha      | Hora     |
| ------------------- | --------- | ----------------- | ---------------------- | ---------- | -------- |
| Municipal Gorbea    | 63-91     | Escolar Alemán PV | Municipal Gorbea       | 21 de mayo | 16:00    |
| CD Castro           | 74-57     | CEB Puerto Montt  | Municipal de Castro    | 21 de mayo | 17:00    |
| Municipal Gorbea    | 79-67     | CD Castro         | Municipal Gorbea       | 24 de mayo | 17:00    |
| Puerto Varas Basket | 93-47     | CEB Puerto Montt  | Fiscal de Puerto Varas | 24 de mayo | 17:00    |
| CD Carahue          | 43-106    | Escolar Alemán PV | Olimpo                 | 24 de mayo | 17:00    |
| Libre: CD Valdivia  |           |                   |                        |            |          |

| Semana 6                                                   | Semana 6  | Semana 6         | Semana 6            | Semana 6   | Semana 6 |
| Local                                                      | Resultado | Visita           | Gimnasio            | Fecha      | Hora     |
| ---------------------------------------------------------- | --------- | ---------------- | ------------------- | ---------- | -------- |
| CD Carahue                                                 | 64-86     | CD Valdivia      | Olimpo              | 31 de mayo | 17:00    |
| Municipal Gorbea                                           | 83-40     | CEB Puerto Montt | Municipal de Gorbea | 31 de mayo | 17:00    |
| Libre: CD Castro - Escolar Alemán PV - Puerto Varas Basket |           |                  |                     |            |          |

| Semana 7                                             | Semana 7  | Semana 7         | Semana 7                 | Semana 7   | Semana 7 |
| Local                                                | Resultado | Visita           | Gimnasio                 | Fecha      | Hora     |
| ---------------------------------------------------- | --------- | ---------------- | ------------------------ | ---------- | -------- |
| CEB Puerto Montt                                     | 67-94     | Municipal Gorbea | Municipal Mario Marchant | 8 de junio | 16:00    |
| Escolar Alemán PV                                    | 113-67    | CD Carahue       | Fiscal de Puerto Varas   | 8 de junio | 16:00    |
| Libre: CD Castro - Puerto Varas Basket - CD Valdivia |           |                  |                          |            |          |

| Semana 8          | Semana 8  | Semana 8            | Semana 8                  | Semana 8    | Semana 8 |
| Local             | Resultado | Visita              | Gimnasio                  | Fecha       | Hora     |
| ----------------- | --------- | ------------------- | ------------------------- | ----------- | -------- |
| CEB Puerto Montt  | 52-76     | CD Castro           | Municipal Mario Marchant  | 14 de junio | 17:00    |
| Escolar Alemán PV | 65-52     | Municipal Gorbea    | Fiscal de Puerto Varas    | 14 de junio | 17:00    |
| CD Valdivia       | 63-83     | Puerto Varas Basket | Coliseo Antonio Azurmendy | 14 de junio | 17:00    |
| Libre: CD Carahue |           |                     |                           |             |          |

| Semana 9                | Semana 9  | Semana 9          | Semana 9               | Semana 9    | Semana 9 |
| Local                   | Resultado | Visita            | Gimnasio               | Fecha       | Hora     |
| ----------------------- | --------- | ----------------- | ---------------------- | ----------- | -------- |
| Puerto Varas Basket     | 113-50    | CD Carahue        | Fiscal de Puerto Varas | 21 de junio | 17:00    |
| Municipal Gorbea        | 56-66     | CD Valdivia       | Municipal de Gorbea    | 21 de junio | 17:00    |
| CD Castro               | 73-80     | Escolar Alemán PV | Municipal de Castro    | 21 de junio | 17:00    |
| Libre: CEB Puerto Montt |           |                   |                        |             |          |

| Semana 10           | Semana 10 | Semana 10        | Semana 10              | Semana 10   | Semana 10 |
| Local               | Resultado | Visita           | Gimnasio               | Fecha       | Hora      |
| ------------------- | --------- | ---------------- | ---------------------- | ----------- | --------- |
| CD Carahue          | 45-58     | Municipal Gorbea | Olimpo                 | 28 de junio | 17:00     |
| CD Valdivia         | 68-51     | CD Castro        | Aso. de Básquetbol     | 28 de junio | 17:00     |
| Escolar Alemán PV   | 122-42    | CEB Puerto Montt | Fiscal de Puerto Varas | 28 de junio | 17:00     |
| Puerto Varas Basket | 68-73     | CD Valdivia      | Fiscal de Puerto Varas | 29 de junio | 17:00     |

| Semana 11           | Semana 11 | Semana 11           | Semana 11                | Semana 11  | Semana 11 |
| Local               | Resultado | Visita              | Gimnasio                 | Fecha      | Hora      |
| ------------------- | --------- | ------------------- | ------------------------ | ---------- | --------- |
| CEB Puerto Montt    | 48-103    | CD Valdivia         | Municipal Mario Marchant | 5 de julio | 14:00     |
| Puerto Varas Basket | 58-70     | Escolar Alemán PV   | Fiscal de Puerto Varas   | 5 de julio | 17:00     |
| CD Castro           | 79-54     | CD Carahue          | Municipal de Castro      | 5 de julio | 17:00     |
| Municipal Gorbea    | 57-69     | Puerto Varas Basket | Municipal de Gorbea      | 6 de julio | 16:00     |

| Semana 12               | Semana 12 | Semana 12         | Semana 12                 | Semana 12   | Semana 12 |
| Local                   | Resultado | Visita            | Gimnasio                  | Fecha       | Hora      |
| ----------------------- | --------- | ----------------- | ------------------------- | ----------- | --------- |
| Puerto Varas Basket     | 110-51    | CD Castro         | Fiscal de Puerto Varas    | 12 de julio | 17:00     |
| CD Carahue              | 55-50     | CEB Puerto Montt  | Olimpo                    | 12 de julio | 17:00     |
| CD Valdivia             | 75-52     | Escolar Alemán PV | Coliseo Antonio Azurmendy | 12 de julio | 17:00     |
| Libre: Municipal Gorbea |           |                   |                           |             |           |

| Semana 13                | Semana 13 | Semana 13           | Semana 13                | Semana 13   | Semana 13 |
| Local                    | Resultado | Visita              | Gimnasio                 | Fecha       | Hora      |
| ------------------------ | --------- | ------------------- | ------------------------ | ----------- | --------- |
| CD Valdivia              | 104-50    | CD Carahue          | Aso. de Básquetbol       | 16 de julio | 16:00     |
| CEB Puerto Montt         | 40-99     | Puerto Varas Basket | Municipal Mario Marchant | 19 de julio | 14:00     |
| CD Castro                | 63-69     | Municipal Gorbea    | Municipal de Castro      | 19 de julio | 17:00     |
| Libre: Escolar Alemán PV |           |                     |                          |             |           |

### Zona B
| Pos | Equipo                   | PTOS | PJ | PG | PP | AF  | EC   | DIF  |
| --- | ------------------------ | ---- | -- | -- | -- | --- | ---- | ---- |
| 1.  | Pumas Puerto Montt       | 21   | 12 | 9  | 3  | 881 | 646  | 235  |
| 2.  | CD Las Ánimas            | 21   | 12 | 9  | 3  | 917 | 630  | 287  |
| 3.  | Español de Osorno        | 20   | 12 | 8  | 4  | 793 | 632  | 161  |
| 4.  | CDSC Osorno              | 19   | 12 | 7  | 5  | 836 | 753  | 83   |
| 5.  | ABA Ancud                | 17   | 12 | 5  | 7  | 879 | 777  | 102  |
| 6.  | AB Temuco                | 16   | 12 | 4  | 8  | 793 | 786  | 7    |
| 7.  | Escuela Alemana Paillaco | 11   | 12 | 0  | 12 | 363 | 1238 | -875 |

     Clasifica a Playoffs

#### Fixture Zona B
| Semana 1                 | Semana 1  | Semana 1           | Semana 1              | Semana 1    | Semana 1 |
| Local                    | Resultado | Visita             | Gimnasio              | Fecha       | Hora     |
| ------------------------ | --------- | ------------------ | --------------------- | ----------- | -------- |
| ABA Ancud                | 54-70     | Pumas Puerto Montt | Luis Caco Suárez      | 26 de abril | 17:00    |
| Escuela Alemana Paillaco | 24-103    | CDSC Osorno        | Municipal de Paillaco | 26 de abril | 17:00    |
| Las Ánimas               | 57-48     | Español de Osorno  | Las Ánimas            | 26 de abril | 17:00    |
| Libre: AB Temuco         |           |                    |                       |             |          |

| Semana 2                  | Semana 2  | Semana 2                 | Semana 2             | Semana 2  | Semana 2 |
| Local                     | Resultado | Visita                   | Gimnasio             | Fecha     | Hora     |
| ------------------------- | --------- | ------------------------ | -------------------- | --------- | -------- |
| Las Ánimas                | 77-63     | ABA Ancud                | Las Ánimas           | 3 de mayo | 17:00    |
| CDSC Osorno               | 73-51     | Español de Osorno        | María Gallardo       | 3 de mayo | 17:00    |
| AB Temuco                 | 106-21    | Escuela Alemana Paillaco | Costanera del Cautín | 3 de mayo | 17:00    |
| Libre: Pumas Puerto Montt |           |                          |                      |           |          |

| Semana 3                        | Semana 3  | Semana 3    | Semana 3         | Semana 3   | Semana 3 |  |
| Local                           | Resultado | Visita      | Gimnasio         | Fecha      | Hora     |  |
| ------------------------------- | --------- | ----------- | ---------------- | ---------- | -------- |  |
| Pumas Puerto Montt              | 65-50     | Las Ánimas  | Mario Marchant   | 10 de mayo | 17:00    |  |
| ABA Ancud                       | 73-80     | CDSC Osorno | Luis Caco Suárez | 10 de mayo | 17:00    |  |
| Español de Osorno               | 82-53     | AB Temuco   | Español          | 10 de mayo | 17:00    |  |
| Libre: Escuela Alemana Paillaco |           |             |                  |            |          |  |

| Semana 4                 | Semana 4  | Semana 4           | Semana 4              | Semana 4   | Semana 4 |
| Local                    | Resultado | Visita             | Gimnasio              | Fecha      | Hora     |
| ------------------------ | --------- | ------------------ | --------------------- | ---------- | -------- |
| CDSC Osorno              | 60-86     | Pumas Puerto Montt | María Gallardo        | 17 de mayo | 17:00    |
| AB Temuco                | 55-67     | ABA Ancud          | Costanera del Cautín  | 17 de mayo | 17:00    |
| Escuela Alemana Paillaco | 36-71     | Español de Osorno  | Municipal de Paillaco | 17 de mayo | 17:00    |
| Libre: Las Ánimas        |           |                    |                       |            |          |

| Semana 5                 | Semana 5  | Semana 5                 | Semana 5         | Semana 5   | Semana 5 |
| Local                    | Resultado | Visita                   | Gimnasio         | Fecha      | Hora     |
| ------------------------ | --------- | ------------------------ | ---------------- | ---------- | -------- |
| CDSC Osorno              | 90-71     | AB Temuco                | María Gallardo   | 21 de mayo | 17:00    |
| Las Ánimas               | 132-36    | Escuela Alemana Paillaco | Las Ánimas       | 21 de mayo | 17:00    |
| Las Ánimas               | 58-50     | CDSC Osorno              | Las Ánimas       | 24 de mayo | 17:00    |
| Pumas Puerto Montt       | 79-57     | AB Temuco                | Mario Marchant   | 24 de mayo | 17:00    |
| ABA Ancud                | 124-40    | Escuela Alemana Paillaco | Luis Caco Suárez | 24 de mayo | 17:00    |
| Libre: Español de Osorno |           |                          |                  |            |          |

| Semana 6           | Semana 6  | Semana 6                 | Semana 6                | Semana 6   | Semana 6 |
| Local              | Resultado | Visita                   | Gimnasio                | Fecha      | Hora     |
| ------------------ | --------- | ------------------------ | ----------------------- | ---------- | -------- |
| Pumas Puerto Montt | 124-28    | Escuela Alemana Paillaco | Mario Marchant          | 31 de mayo | 15:00    |
| ABA Ancud          | 83-63     | Español de Osorno        | Fiscal Luis Caco Suárez | 31 de mayo | 17:00    |
| Las Ánimas         | 68-74     | AB Temuco                | Las Ánimas              | 31 de mayo | 17:00    |
| Libre: CDSC Osorno |           |                          |                         |            |          |

| Semana 7                 | Semana 7  | Semana 7           | Semana 7              | Semana 7   | Semana 7 |
| Local                    | Resultado | Visita             | Gimnasio              | Fecha      | Hora     |
| ------------------------ | --------- | ------------------ | --------------------- | ---------- | -------- |
| Español de Osorno        | 85-55     | ABA Ancud          | Español               | 7 de junio | 17:00    |
| AB Temuco                | 52-82     | Las Ánimas         | Ribereño              | 7 de junio | 17:00    |
| Escuela Alemana Paillaco | 38-108    | Pumas Puerto Montt | Municipal de Paillaco | 8 de junio | 16:00    |
| Libre: CDSC Osorno       |           |                    |                       |            |          |

| Semana 8                 | Semana 8  | Semana 8           | Semana 8              | Semana 8    | Semana 8 |
| Local                    | Resultado | Visita             | Gimnasio              | Fecha       | Hora     |
| ------------------------ | --------- | ------------------ | --------------------- | ----------- | -------- |
| Español de Osorno        | 56-62     | Pumas Puerto Montt | María Gallardo        | 14 de junio | 17:00    |
| AB Temuco                | 67-72     | CDSC Osorno        | Costanera del Cautín  | 14 de junio | 17:00    |
| Escuela Alemana Paillaco | 25-112    | Las Ánimas         | Municipal de Paillaco | 15 de junio | 16:00    |
| Libre: ABA Ancud         |           |                    |                       |             |          |

| Semana 9           | Semana 9  | Semana 9                 | Semana 9       | Semana 9    | Semana 9 |
| Local              | Resultado | Visita                   | Gimnasio       | Fecha       | Hora     |
| ------------------ | --------- | ------------------------ | -------------- | ----------- | -------- |
| Pumas Puerto Montt | 48-54     | ABA Ancud                | Mario Marchant | 21 de junio | 14:00    |
| Español de Osorno  | 79-64     | Las Ánimas               | Español        | 21 de junio | 17:00    |
| CDSC Osorno        | 84-34     | Escuela Alemana Paillaco | María Gallardo | 21 de junio | 17:00    |
| Libre: AB Temuco   |           |                          |                |             |          |

| Semana 10                | Semana 10 | Semana 10         | Semana 10                | Semana 10   | Semana 10 |
| Local                    | Resultado | Visita            | Gimnasio                 | Fecha       | Hora      |
| ------------------------ | --------- | ----------------- | ------------------------ | ----------- | --------- |
| ABA Ancud                | 53-77     | Las Ánimas        | Fiscal Luis Caco Suárez  | 28 de junio | 17:00     |
| Español de Osorno        | 71-48     | CDSC Osorno       | Español                  | 28 de junio | 17:00     |
| Escuela Alemana Paillaco | 52-100    | AB Temuco         | Municipal de Paillaco    | 28 de junio | 17:00     |
| Pumas Puerto Montt       | 64-78     | Español de Osorno | Municipal Mario Marchant | 29 de junio | 16:00     |

| Semana 11                       | Semana 11 | Semana 11          | Semana 11            | Semana 11  | Semana 11 |
| Local                           | Resultado | Visita             | Gimnasio             | Fecha      | Hora      |
| ------------------------------- | --------- | ------------------ | -------------------- | ---------- | --------- |
| CDSC Osorno                     | 80-78     | ABA Ancud          | María Gallardo       | 5 de julio | 17:00     |
| Las Ánimas                      | 60-53     | Pumas Puerto Montt | Las Ánimas           | 5 de julio | 17:00     |
| AB Temuco                       | 48-59     | Español de Osorno  | Costanera del Cautín | 5 de julio | 17:00     |
| Libre: Escuela Alemana Paillaco |           |                    |                      |            |           |

| Semana 12          | Semana 12 | Semana 12                | Semana 12                | Semana 12   | Semana 12 |
| Local              | Resultado | Visita                   | Gimnasio                 | Fecha       | Hora      |
| ------------------ | --------- | ------------------------ | ------------------------ | ----------- | --------- |
| Pumas Puerto Montt | 64-61     | CDSC Osorno              | Municipal Mario Marchant | 12 de julio | 17:00     |
| ABA Ancud          | 56-59     | AB Temuco                | Fiscal Luis Caco Suárez  | 12 de julio | 17:00     |
| Español de Osorno  | 104-42    | Escuela Alemana Paillaco | Español                  | 12 de julio | 17:00     |
| CDSC Osorno        | 32-79     | Las Ánimas               | María Gallardo           | 13 de julio | 17:00     |

| Semana 13                                           | Semana 13 | Semana 13          | Semana 13             | Semana 13   | Semana 13 |
| Local                                               | Resultado | Visita             | Gimnasio              | Fecha       | Hora      |
| --------------------------------------------------- | --------- | ------------------ | --------------------- | ----------- | --------- |
| Escuela Alemana Paillaco                            | 43-119    | ABA Ancud          | Municipal de Paillaco | 19 de julio | 17:00     |
| AB Temuco                                           | 50-58     | Pumas Puerto Montt | Costanera del Cautín  | 19 de julio | 17:00     |
| Libre: CDSC Osorno - Español de Osorno - Las Ánimas |           |                    |                       |             |           |

### Zona C
| Pos | Equipo             | PTOS | PJ | PG | PP | AF   | EC  | DIF  |
| --- | ------------------ | ---- | -- | -- | -- | ---- | --- | ---- |
| 1.  | San Francisco Asís | 24   | 12 | 12 | 0  | 1143 | 581 | 562  |
| 2.  | CD Lautaro         | 20   | 12 | 8  | 4  | 868  | 706 | 162  |
| 3.  | CDSC Frutillar     | 20   | 12 | 8  | 4  | 912  | 762 | 150  |
| 4.  | CDB La Unión       | 17   | 12 | 5  | 7  | 786  | 859 | -73  |
| 5.  | CDSC Achao         | 17   | 12 | 5  | 7  | 691  | 849 | -158 |
| 6.  | CEB Purranque      | 14   | 12 | 2  | 10 | 716  | 949 | -233 |
| 7.  | Municipal Loncoche | 14   | 12 | 2  | 10 | 542  | 952 | -410 |

     Clasifica a Playoffs

#### Fixture Zona C
| Semana 1              | Semana 1  | Semana 1           | Semana 1            | Semana 1    | Semana 1 |
| Local                 | Resultado | Visita             | Gimnasio            | Fecha       | Hora     |
| --------------------- | --------- | ------------------ | ------------------- | ----------- | -------- |
| San Francisco de Asís | 122-48    | CEB Purranque      | Municipal de Castro | 26 de abril | 17:00    |
| CDB La Unión          | 72-43     | CDSC Achao         | Municipal La Unión  | 26 de abril | 17:00    |
| CDSC Frutillar        | 92-40     | Municipal Loncoche | Fiscal de Frutillar | 27 de abril | 17:00    |
| Libre: CD Lautaro     |           |                    |                     |             |          |

| Semana 2             | Semana 2  | Semana 2              | Semana 2            | Semana 2  | Semana 2 |
| Local                | Resultado | Visita                | Gimnasio            | Fecha     | Hora     |
| -------------------- | --------- | --------------------- | ------------------- | --------- | -------- |
| CDSC Achao           | 40-101    | San Francisco de Asís | Curaco de Vélez     | 3 de mayo | 17:00    |
| CDSC Frutillar       | 91-62     | CDB La Unión          | Fiscal de Frutillar | 4 de mayo | 16:00    |
| CD Lautaro           | 85-39     | Municipal Loncoche    | Toqui Lautaro       | 4 de mayo | 16:00    |
| Libre: CEB Purranque |           |                       |                     |           |          |

| Semana 3                  | Semana 3  | Semana 3       | Semana 3               | Semana 3   | Semana 3 |
| Local                     | Resultado | Visita         | Gimnasio               | Fecha      | Hora     |
| ------------------------- | --------- | -------------- | ---------------------- | ---------- | -------- |
| CEB Purranque             | 69-61     | CDSC Achao     | Municipal de Purranque | 10 de mayo | 17:00    |
| San Francisco Castro      | 75-47     | CDSC Frutillar | Municipal de Castro    | 10 de mayo | 17:00    |
| CDB La Unión              | 75-65     | CD Lautaro     | Municipal La Unión     | 10 de mayo | 17:00    |
| Libre: Municipal Loncoche |           |                |                        |            |          |

| Semana 4           | Semana 4  | Semana 4             | Semana 4              | Semana 4   | Semana 4 |
| Local              | Resultado | Visita               | Gimnasio              | Fecha      | Hora     |
| ------------------ | --------- | -------------------- | --------------------- | ---------- | -------- |
| CDSC Frutillar     | 74-70     | CEB Purranque        | Fiscal de Frutillar   | 17 de mayo | 17:00    |
| CD Lautaro         | 56-69     | San Francisco Castro | Hugo Fernández        | 17 de mayo | 17:00    |
| Municipal Loncoche | 45-72     | CDB La Unión         | Municipal de Loncoche | 18 de mayo | 16:00    |
| Libre: CDSC Achao  |           |                      |                       |            |          |

| Semana 5              | Semana 5  | Semana 5           | Semana 5               | Semana 5   | Semana 5 |
| Local                 | Resultado | Visita             | Gimnasio               | Fecha      | Hora     |
| --------------------- | --------- | ------------------ | ---------------------- | ---------- | -------- |
| CEB Purranque         | 51-68     | CDB La Unión       | Municipal de Purranque | 21 de mayo | 16:00    |
| CEB Purranque         | 71-82     | CD Lautaro         | Municipal de Purranque | 24 de mayo | 17:00    |
| San Francisco de Asís | 94-37     | Municipal Loncoche | Municipal de Castro    | 24 de mayo | 17:00    |
| CDSC Achao            | 65-82     | CDSC Frutillar     | Fiscal de Achao        | 25 de mayo | 16:00    |

| Semana 6              | Semana 6  | Semana 6           | Semana 6               | Semana 6   | Semana 6 |
| Local                 | Resultado | Visita             | Gimnasio               | Fecha      | Hora     |
| --------------------- | --------- | ------------------ | ---------------------- | ---------- | -------- |
| CDSC Achao            | 50-52     | CD Lautaro         | Fiscal de Achao        | 31 de mayo | 17:00    |
| CEB Purranque         | 79-41     | Municipal Loncoche | Municipal de Purranque | 31 de mayo | 17:00    |
| Municipal Loncoche    | 59-54     | CEB Purranque      | Municipal de Loncoche  | 1 de junio | 16:00    |
| San Francisco de Asís | 87-64     | CDB La Unión       | Municipal de Castro    | 1 de junio | 16:00    |
| Libre: CDSC Frutillar |           |                    |                        |            |          |

| Semana 7                                                   | Semana 7  | Semana 7              | Semana 7           | Semana 7   | Semana 7 |
| Local                                                      | Resultado | Visita                | Gimnasio           | Fecha      | Hora     |
| ---------------------------------------------------------- | --------- | --------------------- | ------------------ | ---------- | -------- |
| CD Lautaro                                                 | 60-63     | CDSC Achao            | Toqui Lautaro      | 7 de junio | 17:00    |
| CDB La Unión                                               | 54-106    | San Francisco de Asís | Municipal La Unión | 8 de junio | 16:00    |
| Libre: CDSC Frutillar - CEB Purranque - Municipal Loncoche |           |                       |                    |            |          |

| Semana 8                     | Semana 8  | Semana 8       | Semana 8              | Semana 8    | Semana 8 |
| Local                        | Resultado | Visita         | Gimnasio              | Fecha       | Hora     |
| ---------------------------- | --------- | -------------- | --------------------- | ----------- | -------- |
| CDB La Unión                 | 65-50     | CEB Purranque  | Municipal La Unión    | 14 de junio | 17:00    |
| Municipal Loncoche           | 57-68     | CDSC Achao     | Municipal de Loncoche | 14 de junio | 17:00    |
| CD Lautaro                   | 59-47     | CDSC Frutillar | Toqui Lautaro         | 14 de junio | 17:00    |
| Libre: San Francisco de Asís |           |                |                       |             |          |

| Semana 9           | Semana 9  | Semana 9              | Semana 9               | Semana 9    | Semana 9 |
| Local              | Resultado | Visita                | Gimnasio               | Fecha       | Hora     |
| ------------------ | --------- | --------------------- | ---------------------- | ----------- | -------- |
| CEB Purranque      | 52-108    | San Francisco de Asís | Municipal de Purranque | 20 de junio | 16:00    |
| CDSC Achao         | 83-67     | CDB La Unión          | Curaco de Vélez        | 21 de junio | 17:00    |
| Municipal Loncoche | 60-86     | CDSC Frutillar        | Municipal de Loncoche  | 22 de junio | 16:00    |
| Libre: CD Lautaro  |           |                       |                        |             |          |

| Semana 10                                                 | Semana 10 | Semana 10      | Semana 10             | Semana 10   | Semana 10 |
| Local                                                     | Resultado | Visita         | Gimnasio              | Fecha       | Hora      |
| --------------------------------------------------------- | --------- | -------------- | --------------------- | ----------- | --------- |
| Municipal Loncoche                                        | 43-87     | CD Lautaro     | Municipal de Loncoche | 28 de junio | 17:00     |
| CDB La Unión                                              | 72-85     | CDSC Frutillar | Municipal La Unión    | 28 de junio | 17:00     |
| Libre: CDSC Achao - CEB Purranque - San Francisco de Asís |           |                |                       |             |           |

| Semana 11                 | Semana 11 | Semana 11             | Semana 11                 | Semana 11  | Semana 11 |
| Local                     | Resultado | Visita                | Gimnasio                  | Fecha      | Hora      |
| ------------------------- | --------- | --------------------- | ------------------------- | ---------- | --------- |
| CD Lautaro                | 93-61     | CDB La Unión          | Toqui Lautaro             | 5 de julio | 17:00     |
| CDSC Frutillar            | 55-96     | San Francisco de Asís | Fiscal de Frutillar       | 5 de julio | 17:00     |
| CDSC Achao                | 79-67     | CEB Purranque         | Municipal Curaco de Vélez | 5 de julio | 17:00     |
| Libre: Municipal Loncoche |           |                       |                           |            |           |

| Semana 12             | Semana 12 | Semana 12          | Semana 12              | Semana 12   | Semana 12 |
| Local                 | Resultado | Visita             | Gimnasio               | Fecha       | Hora      |
| --------------------- | --------- | ------------------ | ---------------------- | ----------- | --------- |
| CEB Purranque         | 53-83     | CDSC Frutillar     | Municipal de Purranque | 12 de julio | 17:00     |
| San Francisco de Asís | 72-51     | CD Lautaro         | Municipal de Castro    | 12 de julio | 17:00     |
| CDB La Unión          | 54-60     | Municipal Loncoche | Municipal La Unión     | 12 de julio | 17:00     |
| Libre: CDSC Achao     |           |                    |                        |             |           |

| Semana 13             | Semana 13 | Semana 13             | Semana 13                 | Semana 13   | Semana 13 |
| Local                 | Resultado | Visita                | Gimnasio                  | Fecha       | Hora      |
| --------------------- | --------- | --------------------- | ------------------------- | ----------- | --------- |
| CDSC Achao            | 52-32     | Municipal Loncoche    | Municipal Curaco de Vélez | 16 de julio | 16:00     |
| CDSC Frutillar        | 64-71     | CD Lautaro            | Fiscal de Frutillar       | 16 de julio | 17:00     |
| Municipal Loncoche    | 29-129    | San Francisco de Asís | Municipal de Loncoche     | 19 de julio | 14:00     |
| CDSC Frutillar        | 106-39    | CDSC Achao            | Fiscal de Frutillar       | 19 de julio | 17:00     |
| CD Lautaro            | 107-52    | CEB Purranque         | Toqui Lautaro             | 19 de julio | 17:00     |
| San Francisco de Asís | 84-48     | CDSC Achao            | San Francisco de Asís     | 20 de julio | 17:00     |

### Play-Offs
|  | Cuartos de final | Cuartos de final      | Cuartos de final | Cuartos de final      | Cuartos de final |    |                     | Semifinales | Semifinales | Semifinales | Semifinales |    |                   | Final | Final | Final |  |
|  |                  |                       |                  |                       |                  |    |                     |             |             |             |             |    |                   |       |       |       |  |
|  |                  |                       |                  |                       |                  |    |                     |             |             |             |             |    |                   |       |       |       |  |
|  | 1A               | Escolar Alemán PV     | 69               | 65                    |                  |    |                     |             |             |             |             |    |                   |       |       |       |  |
|  | 1A               | Escolar Alemán PV     | 69               | 65                    |                  |    |                     |             |             |             |             |    |                   |       |       |       |  |
|  | 3B               | Español de Osorno     | 53               | 47                    |                  |    |                     |             |             |             |             |    |                   |       |       |       |  |
|  | 3B               | Español de Osorno     | 53               | 47                    |                  | 1A | Escolar Alemán PV   | 78          | 79          |             |             |    |                   |       |       |       |  |
|  |                  |                       |                  |                       |                  | 1A | Escolar Alemán PV   | 78          | 79          |             |             |    |                   |       |       |       |  |
|  |                  |                       | 1C               | San Francisco de Asís | 57               | 71 |                     |             |             |             |             |    |                   |       |       |       |  |
|  | 1C               | San Francisco de Asís | 1C               | San Francisco de Asís | 57               | 71 | 64                  | 74          |             |             |             |    |                   |       |       |       |  |
|  | 1C               | San Francisco de Asís |                  |                       |                  |    |                     |             |             |             |             |    |                   |       |       |       |  |
|  | 2B               | CD Las Ánimas         | 61               | 67                    |                  |    |                     |             |             |             |             |    |                   |       |       |       |  |
|  | 2B               | CD Las Ánimas         | 61               | 67                    |                  |    |                     |             |             |             |             | 1A | Escolar Alemán PV |       |       |       |  |
|  |                  |                       |                  |                       |                  |    |                     |             |             |             |             | 1A | Escolar Alemán PV |       |       |       |  |
|  |                  |                       | 2A               | Puerto Varas Basket   |                  |    |                     |             |             |             |             |    |                   |       |       |       |  |
|  | 2A               | Puerto Varas Basket   | 2A               | Puerto Varas Basket   | 87               | 97 |                     |             |             |             |             |    |                   |       |       |       |  |
|  | 2A               | Puerto Varas Basket   |                  |                       |                  |    |                     |             |             |             |             |    |                   |       |       |       |  |
|  | 2C               | CD Lautaro            | 53               | 60                    |                  |    |                     |             |             |             |             |    |                   |       |       |       |  |
|  | 2C               | CD Lautaro            | 53               | 60                    |                  | 2A | Puerto Varas Basket | 69          | 76          |             |             |    |                   |       |       |       |  |
|  |                  |                       |                  |                       |                  | 2A | Puerto Varas Basket | 69          | 76          |             |             |    |                   |       |       |       |  |
|  |                  |                       | 1B               | Pumas Puerto Montt    | 64               | 67 |                     |             |             |             |             |    |                   |       |       |       |  |
|  | 1B               | Pumas Puerto Montt    | 1B               | Pumas Puerto Montt    | 64               | 67 | 72                  | 65          | 77          |             |             |    |                   |       |       |       |  |
|  | 1B               | Pumas Puerto Montt    |                  |                       |                  |    |                     |             | 77          |             |             |    |                   |       |       |       |  |
|  | 3A               | CD Valdivia           | 60               | 66                    | 71               |    |                     |             |             |             |             |    |                   |       |       |       |  |
|  | 3A               | CD Valdivia           | 60               | 66                    | 71               |    |                     |             |             |             |             |    |                   |       |       |       |  |
|  |                  |                       |                  |                       |                  |    |                     |             |             |             |             |    |                   |       |       |       |  |

## U15

### Zona A
| Pos | Equipo              | PTOS | PJ | PG | PP | AF   | EC  | DIF  |
| --- | ------------------- | ---- | -- | -- | -- | ---- | --- | ---- |
| 1.  | Escolar Alemán PV   | 23   | 12 | 11 | 1  | 1029 | 710 | 319  |
| 2.  | CD Valdivia         | 21   | 12 | 9  | 3  | 874  | 676 | 198  |
| 3.  | Puerto Varas Basket | 21   | 12 | 9  | 3  | 794  | 681 | 113  |
| 4.  | CD Castro           | 18   | 12 | 6  | 6  | 721  | 777 | -56  |
| 5.  | Municipal Gorbea    | 16   | 12 | 4  | 8  | 719  | 798 | -79  |
| 6.  | CD Carahue          | 14   | 12 | 2  | 10 | 681  | 833 | -152 |
| 7.  | CEB Puerto Montt    | 13   | 12 | 1  | 11 | 603  | 946 | -343 |

     Clasifica a Playoffs

#### Fixture Zona A
| Semana 1                | Semana 1  | Semana 1            | Semana 1               | Semana 1    | Semana 1 |
| Local                   | Resultado | Visita              | Gimnasio               | Fecha       | Hora     |
| ----------------------- | --------- | ------------------- | ---------------------- | ----------- | -------- |
| Escolar Alemán PV       | 78-75     | CD Castro           | Fiscal de Puerto Varas | 26 de abril | 13:00    |
| CD Carahue              | 40-66     | Puerto Varas Basket | Olimpo                 | 26 de abril | 15:00    |
| CD Valdivia             | 87-54     | Municipal Gorbea    | Aso. de Básquetbol     | 27 de abril | 14:00    |
| Libre: CEB Puerto Montt |           |                     |                        |             |          |

| Semana 2          | Semana 2  | Semana 2            | Semana 2                 | Semana 2  | Semana 2 |
| Local             | Resultado | Visita              | Gimnasio                 | Fecha     | Hora     |
| ----------------- | --------- | ------------------- | ------------------------ | --------- | -------- |
| Municipal Gorbea  | 67-65     | CD Carahue          | Municipal Gorbea         | 3 de mayo | 15:00    |
| CD Castro         | 48-79     | CD Valdivia         | Municipal de Castro      | 3 de mayo | 15:00    |
| CEB Puerto Montt  | 36-93     | Escolar Alemán PV   | Municipal Mario Marchant | 3 de mayo | 15:00    |
| Escolar Alemán PV | 76-58     | Puerto Varas Basket | Fiscal de Puerto Varas   | 4 de mayo | 15:00    |

| Semana 3                 | Semana 3  | Semana 3         | Semana 3               | Semana 3   | Semana 3 |
| Local                    | Resultado | Visita           | Gimnasio               | Fecha      | Hora     |
| ------------------------ | --------- | ---------------- | ---------------------- | ---------- | -------- |
| Puerto Varas Basket      | 68-60     | Municipal Gorbea | Fiscal de Puerto Varas | 10 de mayo | 15:00    |
| CD Carahue               | 49-53     | CD Castro        | Olimpo                 | 10 de mayo | 15:00    |
| CD Valdivia              | 78-61     | CEB Puerto Montt | Antonio Azurmendy      | 10 de mayo | 15:00    |
| Libre: Escolar Alemán PV |           |                  |                        |            |          |

| Semana 4                | Semana 4  | Semana 4            | Semana 4               | Semana 4   | Semana 4 |
| Local                   | Resultado | Visita              | Gimnasio               | Fecha      | Hora     |
| ----------------------- | --------- | ------------------- | ---------------------- | ---------- | -------- |
| CD Castro               | 53-42     | Puerto Varas Basket | Municipal de Castro    | 17 de mayo | 15:00    |
| Escolar Alemán PV       | 85-60     | CD Valdivia         | Fiscal de Puerto Varas | 17 de mayo | 15:00    |
| CEB Puerto Montt        | 65-58     | CD Carahue          | Mario Marchant         | 17 de mayo | 15:00    |
| Libre: Municipal Gorbea |           |                     |                        |            |          |

| Semana 5            | Semana 5  | Semana 5          | Semana 5               | Semana 5   | Semana 5 |
| Local               | Resultado | Visita            | Gimnasio               | Fecha      | Hora     |
| ------------------- | --------- | ----------------- | ---------------------- | ---------- | -------- |
| Municipal Gorbea    | 58-79     | Escolar Alemán PV | Municipal Gorbea       | 21 de mayo | 14:00    |
| CD Castro           | 86-55     | CEB Puerto Montt  | Municipal de Castro    | 21 de mayo | 15:00    |
| Municipal Gorbea    | 55-79     | CD Castro         | Municipal Gorbea       | 24 de mayo | 15:00    |
| Puerto Varas Basket | 64-62     | CEB Puerto Montt  | Fiscal de Puerto Varas | 24 de mayo | 15:00    |
| CD Carahue          | 64-92     | Escolar Alemán PV | Olimpo                 | 24 de mayo | 15:00    |
| Libre: CD Valdivia  |           |                   |                        |            |          |

| Semana 6                                                   | Semana 6  | Semana 6         | Semana 6            | Semana 6   | Semana 6 |
| Local                                                      | Resultado | Visita           | Gimnasio            | Fecha      | Hora     |
| ---------------------------------------------------------- | --------- | ---------------- | ------------------- | ---------- | -------- |
| CD Carahue                                                 | 68-76     | CD Valdivia      | Olimpo              | 31 de mayo | 15:00    |
| Municipal Gorbea                                           | 55-51     | CEB Puerto Montt | Municipal de Gorbea | 31 de mayo | 15:00    |
| Libre: CD Castro - Escolar Alemán PV - Puerto Varas Basket |           |                  |                     |            |          |

| Semana 7                                             | Semana 7  | Semana 7         | Semana 7                 | Semana 7   | Semana 7 |
| Local                                                | Resultado | Visita           | Gimnasio                 | Fecha      | Hora     |
| ---------------------------------------------------- | --------- | ---------------- | ------------------------ | ---------- | -------- |
| CEB Puerto Montt                                     | 46-81     | Municipal Gorbea | Municipal Mario Marchant | 8 de junio | 14:00    |
| Escolar Alemán PV                                    | 114-54    | CD Carahue       | Fiscal de Puerto Varas   | 8 de junio | 14:00    |
| Libre: CD Castro - Puerto Varas Basket - CD Valdivia |           |                  |                          |            |          |

| Semana 8          | Semana 8  | Semana 8            | Semana 8                  | Semana 8    | Semana 8 |
| Local             | Resultado | Visita              | Gimnasio                  | Fecha       | Hora     |
| ----------------- | --------- | ------------------- | ------------------------- | ----------- | -------- |
| CEB Puerto Montt  | 54-82     | CD Castro           | Municipal Mario Marchant  | 14 de junio | 15:00    |
| Escolar Alemán PV | 85-67     | Municipal Gorbea    | Fiscal de Puerto Varas    | 14 de junio | 15:00    |
| CD Valdivia       | 58-53     | Puerto Varas Basket | Coliseo Antonio Azurmendy | 14 de junio | 15:00    |
| Libre: CD Carahue |           |                     |                           |             |          |

| Semana 9                | Semana 9  | Semana 9          | Semana 9               | Semana 9    | Semana 9 |
| Local                   | Resultado | Visita            | Gimnasio               | Fecha       | Hora     |
| ----------------------- | --------- | ----------------- | ---------------------- | ----------- | -------- |
| Puerto Varas Basket     | 59-47     | CD Carahue        | Fiscal de Puerto Varas | 21 de junio | 15:00    |
| Municipal Gorbea        | 54-60     | CD Valdivia       | Municipal de Gorbea    | 21 de junio | 15:00    |
| CD Castro               | 57-72     | Escolar Alemán PV | Municipal de Castro    | 21 de junio | 15:00    |
| Libre: CEB Puerto Montt |           |                   |                        |             |          |

| Semana 10           | Semana 10 | Semana 10        | Semana 10              | Semana 10   | Semana 10 |
| Local               | Resultado | Visita           | Gimnasio               | Fecha       | Hora      |
| ------------------- | --------- | ---------------- | ---------------------- | ----------- | --------- |
| CD Carahue          | 47-53     | Municipal Gorbea | Olimpo                 | 28 de junio | 15:00     |
| CD Valdivia         | 87-34     | CD Castro        | Aso. de Básquetbol     | 28 de junio | 15:00     |
| Escolar Alemán PV   | 117-46    | CEB Puerto Montt | Fiscal de Puerto Varas | 28 de junio | 15:00     |
| Puerto Varas Basket | 70-65     | CD Valdivia      | Fiscal de Puerto Varas | 29 de junio | 15:00     |

| Semana 11           | Semana 11 | Semana 11           | Semana 11                | Semana 11  | Semana 11 |
| Local               | Resultado | Visita              | Gimnasio                 | Fecha      | Hora      |
| ------------------- | --------- | ------------------- | ------------------------ | ---------- | --------- |
| CEB Puerto Montt    | 25-87     | CD Valdivia         | Municipal Mario Marchant | 5 de julio | 12:00     |
| Puerto Varas Basket | 73-68     | Escolar Alemán PV   | Fiscal de Puerto Varas   | 5 de julio | 15:00     |
| CD Castro           | 43-68     | CD Carahue          | Municipal de Castro      | 5 de julio | 15:00     |
| Municipal Gorbea    | 58-72     | Puerto Varas Basket | Municipal de Gorbea      | 6 de julio | 14:00     |

| Semana 12               | Semana 12 | Semana 12         | Semana 12                 | Semana 12   | Semana 12 |
| Local                   | Resultado | Visita            | Gimnasio                  | Fecha       | Hora      |
| ----------------------- | --------- | ----------------- | ------------------------- | ----------- | --------- |
| Puerto Varas Basket     | 91-49     | CD Castro         | Fiscal de Puerto Varas    | 12 de julio | 15:00     |
| CD Carahue              | 67-57     | CEB Puerto Montt  | Olimpo                    | 12 de julio | 15:00     |
| CD Valdivia             | 62-70     | Escolar Alemán PV | Coliseo Antonio Azurmendy | 12 de julio | 15:00     |
| Libre: Municipal Gorbea |           |                   |                           |             |           |

| Semana 13                | Semana 13 | Semana 13           | Semana 13                | Semana 13   | Semana 13 |
| Local                    | Resultado | Visita              | Gimnasio                 | Fecha       | Hora      |
| ------------------------ | --------- | ------------------- | ------------------------ | ----------- | --------- |
| CD Valdivia              | 75-54     | CD Carahue          | Aso. de Básquetbol       | 16 de julio | 14:00     |
| CEB Puerto Montt         | 45-78     | Puerto Varas Basket | Municipal Mario Marchant | 19 de julio | 12:00     |
| CD Castro                | 59-47     | Municipal Gorbea    | Municipal de Castro      | 19 de julio | 15:00     |
| Libre: Escolar Alemán PV |           |                     |                          |             |           |

### Zona B
| Pos | Equipo                   | PTOS | PJ | PG | PP | AF   | EC   | DIF  |
| --- | ------------------------ | ---- | -- | -- | -- | ---- | ---- | ---- |
| 1.  | CD Las Ánimas            | 22   | 12 | 10 | 2  | 1037 | 628  | 409  |
| 2.  | CDSC Osorno              | 21   | 12 | 9  | 3  | 1007 | 728  | 279  |
| 3.  | Español de Osorno        | 20   | 12 | 8  | 4  | 889  | 644  | 245  |
| 4.  | Pumas Puerto Montt       | 19   | 12 | 7  | 5  | 842  | 734  | 108  |
| 5.  | ABA Ancud                | 18   | 12 | 6  | 6  | 765  | 817  | -52  |
| 6.  | AB Temuco                | 14   | 12 | 2  | 10 | 690  | 1025 | -335 |
| 7.  | Escuela Alemana Paillaco | 12   | 12 | 0  | 12 | 478  | 1132 | -654 |

     Clasifica a Playoffs

#### Fixture Zona B
| Semana 1                 | Semana 1  | Semana 1           | Semana 1              | Semana 1    | Semana 1 |
| Local                    | Resultado | Visita             | Gimnasio              | Fecha       | Hora     |
| ------------------------ | --------- | ------------------ | --------------------- | ----------- | -------- |
| ABA Ancud                | 79-74     | Pumas Puerto Montt | Luis Caco Suárez      | 26 de abril | 15:00    |
| Escuela Alemana Paillaco | 32-111    | CDSC Osorno        | Municipal de Paillaco | 26 de abril | 15:00    |
| Las Ánimas               | 72-69     | Español de Osorno  | Las Ánimas            | 26 de abril | 15:00    |
| Libre: AB Temuco         |           |                    |                       |             |          |

| Semana 2                  | Semana 2  | Semana 2                 | Semana 2             | Semana 2  | Semana 2 |
| Local                     | Resultado | Visita                   | Gimnasio             | Fecha     | Hora     |
| ------------------------- | --------- | ------------------------ | -------------------- | --------- | -------- |
| Las Ánimas                | 87-49     | ABA Ancud                | Las Ánimas           | 3 de mayo | 15:00    |
| CDSC Osorno               | 86-73     | Español de Osorno        | María Gallardo       | 3 de mayo | 15:00    |
| AB Temuco                 | 69-44     | Escuela Alemana Paillaco | Costanera del Cautín | 3 de mayo | 15:00    |
| Libre: Pumas Puerto Montt |           |                          |                      |           |          |

| Semana 3                        | Semana 3  | Semana 3    | Semana 3         | Semana 3   | Semana 3 |
| Local                           | Resultado | Visita      | Gimnasio         | Fecha      | Hora     |
| ------------------------------- | --------- | ----------- | ---------------- | ---------- | -------- |
| Pumas Puerto Montt              | 72-69     | Las Ánimas  | Mario Marchant   | 10 de mayo | 15:00    |
| ABA Ancud                       | 55-97     | CDSC Osorno | Luis Caco Suárez | 10 de mayo | 15:00    |
| Español de Osorno               | 102-62    | AB Temuco   | Español          | 10 de mayo | 15:00    |
| Libre: Escuela Alemana Paillaco |           |             |                  |            |          |

| Semana 4                 | Semana 4  | Semana 4           | Semana 4              | Semana 4   | Semana 4 |
| Local                    | Resultado | Visita             | Gimnasio              | Fecha      | Hora     |
| ------------------------ | --------- | ------------------ | --------------------- | ---------- | -------- |
| CDSC Osorno              | 90-67     | Pumas Puerto Montt | María Gallardo        | 17 de mayo | 15:00    |
| AB Temuco                | 55-62     | ABA Ancud          | Costanera del Cautín  | 17 de mayo | 15:00    |
| Escuela Alemana Paillaco | 39-102    | Español de Osorno  | Municipal de Paillaco | 17 de mayo | 15:00    |
| Libre: Las Ánimas        |           |                    |                       |            |          |

| Semana 5                 | Semana 5  | Semana 5                 | Semana 5         | Semana 5   | Semana 5 |
| Local                    | Resultado | Visita                   | Gimnasio         | Fecha      | Hora     |
| ------------------------ | --------- | ------------------------ | ---------------- | ---------- | -------- |
| CDSC Osorno              | 111-56    | AB Temuco                | María Gallardo   | 21 de mayo | 15:00    |
| Las Ánimas               | 118-29    | Escuela Alemana Paillaco | Las Ánimas       | 21 de mayo | 15:00    |
| Las Ánimas               | 82-59     | CDSC Osorno              | Las Ánimas       | 24 de mayo | 15:00    |
| Pumas Puerto Montt       | 83-65     | AB Temuco                | Mario Marchant   | 24 de mayo | 15:00    |
| ABA Ancud                | 99-47     | Escuela Alemana Paillaco | Luis Caco Suárez | 24 de mayo | 15:00    |
| Libre: Español de Osorno |           |                          |                  |            |          |

| Semana 6           | Semana 6  | Semana 6                 | Semana 6                | Semana 6   | Semana 6 |
| Local              | Resultado | Visita                   | Gimnasio                | Fecha      | Hora     |
| ------------------ | --------- | ------------------------ | ----------------------- | ---------- | -------- |
| Pumas Puerto Montt | 105-35    | Escuela Alemana Paillaco | Mario Marchant          | 31 de mayo | 13:00    |
| ABA Ancud          | 55-70     | Español de Osorno        | Fiscal Luis Caco Suárez | 31 de mayo | 15:00    |
| Las Ánimas         | 112-46    | AB Temuco                | Las Ánimas              | 31 de mayo | 15:00    |
| Libre: CDSC Osorno |           |                          |                         |            |          |

| Semana 7                 | Semana 7  | Semana 7           | Semana 7              | Semana 7   | Semana 7 |
| Local                    | Resultado | Visita             | Gimnasio              | Fecha      | Hora     |
| ------------------------ | --------- | ------------------ | --------------------- | ---------- | -------- |
| Español de Osorno        | 76-53     | ABA Ancud          | Español               | 7 de junio | 15:00    |
| AB Temuco                | 50-121    | Las Ánimas         | Ribereño              | 7 de junio | 15:00    |
| Escuela Alemana Paillaco | 45-103    | Pumas Puerto Montt | Municipal de Paillaco | 8 de junio | 14:00    |
| Libre: CDSC Osorno       |           |                    |                       |            |          |

| Semana 8                 | Semana 8  | Semana 8           | Semana 8              | Semana 8    | Semana 8 |
| Local                    | Resultado | Visita             | Gimnasio              | Fecha       | Hora     |
| ------------------------ | --------- | ------------------ | --------------------- | ----------- | -------- |
| Español de Osorno        | 0-20      | Pumas Puerto Montt | Español               | 14 de junio | 15:00    |
| AB Temuco                | 66-89     | CDSC Osorno        | Costanera del Cautín  | 14 de junio | 15:00    |
| Escuela Alemana Paillaco | 36-89     | Las Ánimas         | Municipal de Paillaco | 15 de junio | 14:00    |
| Libre: ABA Ancud         |           |                    |                       |             |          |

| Semana 9           | Semana 9  | Semana 9                 | Semana 9       | Semana 9    | Semana 9 |
| Local              | Resultado | Visita                   | Gimnasio       | Fecha       | Hora     |
| ------------------ | --------- | ------------------------ | -------------- | ----------- | -------- |
| Pumas Puerto Montt | 57-50     | ABA Ancud                | Mario Marchant | 21 de junio | 12:00    |
| Español de Osorno  | 44-75     | Las Ánimas               | Español        | 21 de junio | 15:00    |
| CDSC Osorno        | 122-39    | Escuela Alemana Paillaco | María Gallardo | 21 de junio | 15:00    |
| Libre: AB Temuco   |           |                          |                |             |          |

| Semana 10                | Semana 10 | Semana 10         | Semana 10                | Semana 10   | Semana 10 |
| Local                    | Resultado | Visita            | Gimnasio                 | Fecha       | Hora      |
| ------------------------ | --------- | ----------------- | ------------------------ | ----------- | --------- |
| ABA Ancud                | 59-78     | Las Ánimas        | Fiscal Luis Caco Suárez  | 28 de junio | 15:00     |
| Español de Osorno        | 77-48     | CDSC Osorno       | Español                  | 28 de junio | 15:00     |
| Escuela Alemana Paillaco | 40-52     | AB Temuco         | Municipal de Paillaco    | 28 de junio | 15:00     |
| Pumas Puerto Montt       | 66-76     | Español de Osorno | Municipal Mario Marchant | 29 de junio | 14:00     |

| Semana 11                       | Semana 11 | Semana 11          | Semana 11            | Semana 11  | Semana 11 |
| Local                           | Resultado | Visita             | Gimnasio             | Fecha      | Hora      |
| ------------------------------- | --------- | ------------------ | -------------------- | ---------- | --------- |
| CDSC Osorno                     | 59-64     | ABA Ancud          | María Gallardo       | 5 de julio | 15:00     |
| Las Ánimas                      | 75-54     | Pumas Puerto Montt | Las Ánimas           | 5 de julio | 15:00     |
| AB Temuco                       | 32-97     | Español de Osorno  | Costanera del Cautín | 5 de julio | 15:00     |
| Libre: Escuela Alemana Paillaco |           |                    |                      |            |           |

| Semana 12          | Semana 12 | Semana 12                | Semana 12                | Semana 12   | Semana 12 |
| Local              | Resultado | Visita                   | Gimnasio                 | Fecha       | Hora      |
| ------------------ | --------- | ------------------------ | ------------------------ | ----------- | --------- |
| Pumas Puerto Montt | 58-74     | CDSC Osorno              | Municipal Mario Marchant | 12 de julio | 15:00     |
| ABA Ancud          | 81-61     | AB Temuco                | Fiscal Luis Caco Suárez  | 12 de julio | 15:00     |
| Español de Osorno  | 103-36    | Escuela Alemana Paillaco | Español                  | 12 de julio | 15:00     |
| CDSC Osorno        | 61-59     | Las Ánimas               | María Gallardo           | 13 de julio | 15:00     |

| Semana 13                                           | Semana 13 | Semana 13          | Semana 13             | Semana 13   | Semana 13 |
| Local                                               | Resultado | Visita             | Gimnasio              | Fecha       | Hora      |
| --------------------------------------------------- | --------- | ------------------ | --------------------- | ----------- | --------- |
| Escuela Alemana Paillaco                            | 56-59     | ABA Ancud          | Municipal de Paillaco | 19 de julio | 15:00     |
| AB Temuco                                           | 76-83     | Pumas Puerto Montt | Costanera del Cautín  | 19 de julio | 15:00     |
| Libre: CDSC Osorno - Español de Osorno - Las Ánimas |           |                    |                       |             |           |

### Zona C
| Pos | Equipo             | PTOS | PJ | PG | PP | AF   | EC   | DIF  |
| --- | ------------------ | ---- | -- | -- | -- | ---- | ---- | ---- |
| 1.  | CD Lautaro         | 23   | 12 | 11 | 1  | 987  | 717  | 270  |
| 2.  | San Francisco Asís | 22   | 12 | 10 | 2  | 937  | 642  | 295  |
| 3.  | CDB La Unión       | 20   | 12 | 8  | 4  | 1003 | 708  | 295  |
| 4.  | CDSC Frutillar     | 18   | 12 | 6  | 6  | 837  | 744  | 93   |
| 5.  | CDSC Achao         | 17   | 12 | 5  | 7  | 736  | 913  | -177 |
| 6.  | Municipal Loncoche | 14   | 12 | 2  | 10 | 682  | 727  | -45  |
| 7.  | CEB Purranque      | 11   | 12 | 0  | 12 | 455  | 1186 | -731 |

     Clasifica a Playoffs

#### Fixture Zona C
| Semana 1              | Semana 1  | Semana 1           | Semana 1            | Semana 1    | Semana 1 |
| Local                 | Resultado | Visita             | Gimnasio            | Fecha       | Hora     |
| --------------------- | --------- | ------------------ | ------------------- | ----------- | -------- |
| San Francisco de Asís | 153-24    | CEB Purranque      | Municipal de Castro | 26 de abril | 15:00    |
| CDB La Unión          | 101-47    | CDSC Achao         | Municipal La Unión  | 26 de abril | 15:00    |
| CDSC Frutillar        | 64-59     | Municipal Loncoche | Fiscal de Frutillar | 27 de abril | 15:00    |
| Libre: CD Lautaro     |           |                    |                     |             |          |

| Semana 2             | Semana 2  | Semana 2              | Semana 2            | Semana 2  | Semana 2 |
| Local                | Resultado | Visita                | Gimnasio            | Fecha     | Hora     |
| -------------------- | --------- | --------------------- | ------------------- | --------- | -------- |
| CDSC Achao           | 47-71     | San Francisco de Asís | Curaco de Vélez     | 3 de mayo | 15:00    |
| CDSC Frutillar       | 60-64     | CDB La Unión          | Fiscal de Frutillar | 4 de mayo | 14:00    |
| CD Lautaro           | 74-54     | Municipal Loncoche    | Toqui Lautaro       | 4 de mayo | 14:00    |
| Libre: CEB Purranque |           |                       |                     |           |          |

| Semana 3                  | Semana 3  | Semana 3       | Semana 3               | Semana 3   | Semana 3 |
| Local                     | Resultado | Visita         | Gimnasio               | Fecha      | Hora     |
| ------------------------- | --------- | -------------- | ---------------------- | ---------- | -------- |
| CEB Purranque             | 45-84     | CDSC Achao     | Municipal de Purranque | 10 de mayo | 15:00    |
| San Francisco Castro      | 64-61     | CDSC Frutillar | Municipal de Castro    | 10 de mayo | 15:00    |
| CDB La Unión              | 63-71     | CD Lautaro     | Municipal La Unión     | 10 de mayo | 15:00    |
| Libre: Municipal Loncoche |           |                |                        |            |          |

| Semana 4           | Semana 4  | Semana 4             | Semana 4              | Semana 4   | Semana 4 |
| Local              | Resultado | Visita               | Gimnasio              | Fecha      | Hora     |
| ------------------ | --------- | -------------------- | --------------------- | ---------- | -------- |
| CDSC Frutillar     | 102-52    | CEB Purranque        | Fiscal de Frutillar   | 17 de mayo | 15:00    |
| CD Lautaro         | 78-72     | San Francisco Castro | Hugo Fernández        | 17 de mayo | 15:00    |
| Municipal Loncoche | 50-61     | CDB La Unión         | Municipal de Loncoche | 18 de mayo | 14:00    |
| Libre: CDSC Achao  |           |                      |                       |            |          |

| Semana 5              | Semana 5  | Semana 5           | Semana 5               | Semana 5   | Semana 5 |
| Local                 | Resultado | Visita             | Gimnasio               | Fecha      | Hora     |
| --------------------- | --------- | ------------------ | ---------------------- | ---------- | -------- |
| CEB Purranque         | 41-107    | CDB La Unión       | Municipal de Purranque | 21 de mayo | 14:00    |
| CEB Purranque         | 48-88     | CD Lautaro         | Municipal de Purranque | 24 de mayo | 15:00    |
| San Francisco de Asís | 80-46     | Municipal Loncoche | Municipal de Castro    | 24 de mayo | 15:00    |
| CDSC Achao            | 47-77     | CDSC Frutillar     | Fiscal de Achao        | 25 de mayo | 14:00    |

| Semana 6              | Semana 6  | Semana 6           | Semana 6               | Semana 6   | Semana 6 |
| Local                 | Resultado | Visita             | Gimnasio               | Fecha      | Hora     |
| --------------------- | --------- | ------------------ | ---------------------- | ---------- | -------- |
| CDSC Achao            | 54-99     | CD Lautaro         | Fiscal de Achao        | 31 de mayo | 15:00    |
| CEB Purranque         | 38-120    | Municipal Loncoche | Municipal de Purranque | 31 de mayo | 15:00    |
| Municipal Loncoche    | 89-38     | CEB Purranque      | Municipal de Loncoche  | 1 de junio | 14:00    |
| San Francisco de Asís | 85-74     | CDB La Unión       | Municipal de Castro    | 1 de junio | 14:00    |
| Libre: CDSC Frutillar |           |                    |                        |            |          |

| Semana 7                                                   | Semana 7  | Semana 7              | Semana 7           | Semana 7   | Semana 7 |
| Local                                                      | Resultado | Visita                | Gimnasio           | Fecha      | Hora     |
| ---------------------------------------------------------- | --------- | --------------------- | ------------------ | ---------- | -------- |
| CD Lautaro                                                 | 107-44    | CDSC Achao            | Toqui Lautaro      | 7 de junio | 15:00    |
| CDB La Unión                                               | 43-74     | San Francisco de Asís | Municipal La Unión | 8 de junio | 14:00    |
| Libre: CDSC Frutillar - CEB Purranque - Municipal Loncoche |           |                       |                    |            |          |

| Semana 8                     | Semana 8  | Semana 8       | Semana 8              | Semana 8    | Semana 8 |
| Local                        | Resultado | Visita         | Gimnasio              | Fecha       | Hora     |
| ---------------------------- | --------- | -------------- | --------------------- | ----------- | -------- |
| CDB La Unión                 | 163-25    | CEB Purranque  | Municipal La Unión    | 14 de junio | 15:00    |
| Municipal Loncoche           | 60-64     | CDSC Achao     | Municipal de Loncoche | 14 de junio | 15:00    |
| CD Lautaro                   | 75-72     | CDSC Frutillar | Toqui Lautaro         | 14 de junio | 15:00    |
| Libre: San Francisco de Asís |           |                |                       |             |          |

| Semana 9           | Semana 9  | Semana 9              | Semana 9               | Semana 9    | Semana 9 |
| Local              | Resultado | Visita                | Gimnasio               | Fecha       | Hora     |
| ------------------ | --------- | --------------------- | ---------------------- | ----------- | -------- |
| CEB Purranque      | 42-77     | San Francisco de Asís | Municipal de Purranque | 20 de junio | 14:00    |
| CDSC Achao         | 61-91     | CDB La Unión          | Curaco de Vélez        | 21 de junio | 15:00    |
| Municipal Loncoche | 55-59     | CDSC Frutillar        | Municipal de Loncoche  | 22 de junio | 14:00    |
| Libre: CD Lautaro  |           |                       |                        |             |          |

| Semana 10                                                 | Semana 10 | Semana 10      | Semana 10             | Semana 10   | Semana 10 |
| Local                                                     | Resultado | Visita         | Gimnasio              | Fecha       | Hora      |
| --------------------------------------------------------- | --------- | -------------- | --------------------- | ----------- | --------- |
| Municipal Loncoche                                        | 60-76     | CD Lautaro     | Municipal de Loncoche | 28 de junio | 15:00     |
| CDB La Unión                                              | 89-68     | CDSC Frutillar | Municipal La Unión    | 28 de junio | 15:00     |
| Libre: CDSC Achao - CEB Purranque - San Francisco de Asís |           |                |                       |             |           |

| Semana 11                 | Semana 11 | Semana 11             | Semana 11                 | Semana 11  | Semana 11 |
| Local                     | Resultado | Visita                | Gimnasio                  | Fecha      | Hora      |
| ------------------------- | --------- | --------------------- | ------------------------- | ---------- | --------- |
| CD Lautaro                | 79-78     | CDB La Unión          | Toqui Lautaro             | 5 de julio | 15:00     |
| CDSC Frutillar            | 69-58     | San Francisco de Asís | Fiscal de Frutillar       | 5 de julio | 15:00     |
| CDSC Achao                | 92-60     | CEB Purranque         | Municipal Curaco de Vélez | 5 de julio | 15:00     |
| Libre: Municipal Loncoche |           |                       |                           |            |           |

| Semana 12             | Semana 12 | Semana 12          | Semana 12              | Semana 12   | Semana 12 |
| Local                 | Resultado | Visita             | Gimnasio               | Fecha       | Hora      |
| --------------------- | --------- | ------------------ | ---------------------- | ----------- | --------- |
| CEB Purranque         | 32-78     | CDSC Frutillar     | Municipal de Purranque | 12 de julio | 15:00     |
| San Francisco de Asís | 65-63     | CD Lautaro         | Municipal de Castro    | 12 de julio | 15:00     |
| CDB La Unión          | 69-47     | Municipal Loncoche | Municipal La Unión     | 12 de julio | 15:00     |
| Libre: CDSC Achao     |           |                    |                        |             |           |

| Semana 13             | Semana 13 | Semana 13             | Semana 13                 | Semana 13   | Semana 13 |
| Local                 | Resultado | Visita                | Gimnasio                  | Fecha       | Hora      |
| --------------------- | --------- | --------------------- | ------------------------- | ----------- | --------- |
| CDSC Achao            | 74-64     | Municipal Loncoche    | Municipal Curaco de Vélez | 16 de julio | 14:00     |
| CDSC Frutillar        | 59-75     | CD Lautaro            | Fiscal de Frutillar       | 16 de julio | 15:00     |
| Municipal Loncoche    | 47-68     | San Francisco de Asís | Municipal de Loncoche     | 19 de julio | 12:00     |
| CDSC Frutillar        | 68-74     | CDSC Achao            | Fiscal de Frutillar       | 19 de julio | 15:00     |
| CD Lautaro            | 102-48    | CEB Purranque         | Toqui Lautaro             | 19 de julio | 15:00     |
| San Francisco de Asís | 70-48     | CDSC Achao            | San Francisco de Asís     | 20 de julio | 15:00     |

### Play-Offs
|  | Cuartos de final | Cuartos de final      | Cuartos de final | Cuartos de final | Cuartos de final |    |             | Semifinales       | Semifinales | Semifinales | Semifinales |    |                   | Final | Final | Final |  |
|  |                  |                       |                  |                  |                  |    |             |                   |             |             |             |    |                   |       |       |       |  |
|  |                  |                       |                  |                  |                  |    |             |                   |             |             |             |    |                   |       |       |       |  |
|  | 1A               | Escolar Alemán PV     | 66               | 61               | 73               |    |             |                   |             |             |             |    |                   |       |       |       |  |
|  | 1A               | Escolar Alemán PV     | 66               | 61               | 73               |    |             |                   |             |             |             |    |                   |       |       |       |  |
|  | 3B               | Español de Osorno     | 61               | 63               | 67               |    |             |                   |             |             |             |    |                   |       |       |       |  |
|  | 3B               | Español de Osorno     | 61               | 63               | 67               |    | 1A          | Escolar Alemán PV | 73          | 65          |             |    |                   |       |       |       |  |
|  |                  |                       |                  |                  |                  |    | 1A          | Escolar Alemán PV | 73          | 65          |             |    |                   |       |       |       |  |
|  |                  |                       | 2B               | CDSC Osorno      | 61               | 59 |             |                   |             |             |             |    |                   |       |       |       |  |
|  | 1C               | CD Lautaro            | 2B               | CDSC Osorno      | 61               | 59 | 63          | 48                |             |             |             |    |                   |       |       |       |  |
|  | 1C               | CD Lautaro            |                  |                  |                  |    |             |                   |             |             |             |    |                   |       |       |       |  |
|  | 2B               | CDSC Osorno           | 67               | 82               |                  |    |             |                   |             |             |             |    |                   |       |       |       |  |
|  | 2B               | CDSC Osorno           | 67               | 82               |                  |    |             |                   |             |             |             | 1A | Escolar Alemán PV |       |       |       |  |
|  |                  |                       |                  |                  |                  |    |             |                   |             |             |             | 1A | Escolar Alemán PV |       |       |       |  |
|  |                  |                       | 1B               | CD Las Ánimas    |                  |    |             |                   |             |             |             |    |                   |       |       |       |  |
|  | 2C               | San Francisco de Asís | 1B               | CD Las Ánimas    | 44               | 53 |             |                   |             |             |             |    |                   |       |       |       |  |
|  | 2C               | San Francisco de Asís |                  |                  |                  |    |             |                   |             |             |             |    |                   |       |       |       |  |
|  | 2A               | CD Valdivia           | 91               | 76               |                  |    |             |                   |             |             |             |    |                   |       |       |       |  |
|  | 2A               | CD Valdivia           | 91               | 76               |                  | 2A | CD Valdivia | 54                | 56          |             |             |    |                   |       |       |       |  |
|  |                  |                       |                  |                  |                  | 2A | CD Valdivia | 54                | 56          |             |             |    |                   |       |       |       |  |
|  |                  |                       | 1B               | CD Las Ánimas    | 55               | 65 |             |                   |             |             |             |    |                   |       |       |       |  |
|  | 1B               | CD Las Ánimas         | 1B               | CD Las Ánimas    | 55               | 65 | 68          | 62                |             |             |             |    |                   |       |       |       |  |
|  | 1B               | CD Las Ánimas         |                  |                  |                  |    |             |                   |             |             |             |    |                   |       |       |       |  |
|  | 3A               | Puerto Varas Basket   | 63               | 42               |                  |    |             |                   |             |             |             |    |                   |       |       |       |  |
|  | 3A               | Puerto Varas Basket   | 63               | 42               |                  |    |             |                   |             |             |             |    |                   |       |       |       |  |
|  |                  |                       |                  |                  |                  |    |             |                   |             |             |             |    |                   |       |       |       |  |

## U13

### Zona A
| Pos | Equipo              | PTOS | PJ | PG | PP | AF   | EC   | DIF  |
| --- | ------------------- | ---- | -- | -- | -- | ---- | ---- | ---- |
| 1.  | Escolar Alemán PV   | 23   | 12 | 11 | 1  | 1155 | 618  | 537  |
| 2.  | Puerto Varas Basket | 21   | 12 | 9  | 3  | 898  | 692  | 206  |
| 3.  | CEB Puerto Montt    | 21   | 12 | 9  | 3  | 932  | 660  | 272  |
| 4.  | Municipal Gorbea    | 17   | 12 | 5  | 7  | 796  | 859  | -63  |
| 5.  | CD Castro           | 17   | 12 | 5  | 7  | 691  | 799  | -108 |
| 6.  | CD Valdivia         | 14   | 12 | 2  | 10 | 570  | 899  | -329 |
| 7.  | CD Carahue          | 13   | 12 | 1  | 11 | 515  | 1030 | -515 |

     Clasifica a Playoffs

#### Fixture Zona A
| Semana 1                | Semana 1  | Semana 1            | Semana 1               | Semana 1    | Semana 1 |
| Local                   | Resultado | Visita              | Gimnasio               | Fecha       | Hora     |
| ----------------------- | --------- | ------------------- | ---------------------- | ----------- | -------- |
| Escolar Alemán PV       | 107-39    | CD Castro           | Fiscal de Puerto Varas | 26 de abril | 11:00    |
| CD Carahue              | 35-80     | Puerto Varas Basket | Olimpo                 | 26 de abril | 13:00    |
| CD Valdivia             | 54-81     | Municipal Gorbea    | Aso. de Básquetbol     | 27 de abril | 12:00    |
| Libre: CEB Puerto Montt |           |                     |                        |             |          |

| Semana 2          | Semana 2  | Semana 2            | Semana 2                 | Semana 2  | Semana 2 |
| Local             | Resultado | Visita              | Gimnasio                 | Fecha     | Hora     |
| ----------------- | --------- | ------------------- | ------------------------ | --------- | -------- |
| Municipal Gorbea  | 73-58     | CD Carahue          | Municipal Gorbea         | 3 de mayo | 13:00    |
| CD Castro         | 60-38     | CD Valdivia         | Municipal de Castro      | 3 de mayo | 13:00    |
| CEB Puerto Montt  | 66-87     | Escolar Alemán PV   | Municipal Mario Marchant | 3 de mayo | 13:00    |
| Escolar Alemán PV | 112-54    | Puerto Varas Basket | Fiscal de Puerto Varas   | 4 de mayo | 13:00    |

| Semana 3                 | Semana 3  | Semana 3         | Semana 3               | Semana 3   | Semana 3 |
| Local                    | Resultado | Visita           | Gimnasio               | Fecha      | Hora     |
| ------------------------ | --------- | ---------------- | ---------------------- | ---------- | -------- |
| Puerto Varas Basket      | 65-59     | Municipal Gorbea | Fiscal de Puerto Varas | 10 de mayo | 13:00    |
| CD Carahue               | 23-74     | CD Castro        | Olimpo                 | 10 de mayo | 13:00    |
| CD Valdivia              | 56-96     | CEB Puerto Montt | Antonio Azurmendy      | 10 de mayo | 13:00    |
| Libre: Escolar Alemán PV |           |                  |                        |            |          |

| Semana 4                | Semana 4  | Semana 4            | Semana 4               | Semana 4   | Semana 4 |
| Local                   | Resultado | Visita              | Gimnasio               | Fecha      | Hora     |
| ----------------------- | --------- | ------------------- | ---------------------- | ---------- | -------- |
| CD Castro               | 46-76     | Puerto Varas Basket | Municipal de Castro    | 17 de mayo | 13:00    |
| Escolar Alemán PV       | 100-43    | CD Valdivia         | Fiscal de Puerto Varas | 17 de mayo | 13:00    |
| CEB Puerto Montt        | 105-33    | CD Carahue          | Mario Marchant         | 17 de mayo | 13:00    |
| Libre: Municipal Gorbea |           |                     |                        |            |          |

| Semana 5            | Semana 5  | Semana 5          | Semana 5               | Semana 5   | Semana 5 |
| Local               | Resultado | Visita            | Gimnasio               | Fecha      | Hora     |
| ------------------- | --------- | ----------------- | ---------------------- | ---------- | -------- |
| Municipal Gorbea    | 38-103    | Escolar Alemán PV | Municipal Gorbea       | 21 de mayo | 12:00    |
| CD Castro           | 52-81     | CEB Puerto Montt  | Municipal de Castro    | 21 de mayo | 13:00    |
| Municipal Gorbea    | 44-80     | CD Castro         | Municipal Gorbea       | 24 de mayo | 13:00    |
| Puerto Varas Basket | 57-58     | CEB Puerto Montt  | Fiscal de Puerto Varas | 24 de mayo | 13:00    |
| CD Carahue          | 35-123    | Escolar Alemán PV | Olimpo                 | 24 de mayo | 13:00    |
| Libre: CD Valdivia  |           |                   |                        |            |          |

| Semana 6                                                   | Semana 6  | Semana 6         | Semana 6            | Semana 6   | Semana 6 |
| Local                                                      | Resultado | Visita           | Gimnasio            | Fecha      | Hora     |
| ---------------------------------------------------------- | --------- | ---------------- | ------------------- | ---------- | -------- |
| CD Carahue                                                 | 59-64     | CD Valdivia      | Olimpo              | 31 de mayo | 13:00    |
| Municipal Gorbea                                           | 51-102    | CEB Puerto Montt | Municipal de Gorbea | 31 de mayo | 13:00    |
| Libre: CD Castro - Escolar Alemán PV - Puerto Varas Basket |           |                  |                     |            |          |

| Semana 7                                             | Semana 7  | Semana 7         | Semana 7                 | Semana 7   | Semana 7 |
| Local                                                | Resultado | Visita           | Gimnasio                 | Fecha      | Hora     |
| ---------------------------------------------------- | --------- | ---------------- | ------------------------ | ---------- | -------- |
| CEB Puerto Montt                                     | 62-45     | Municipal Gorbea | Municipal Mario Marchant | 8 de junio | 12:00    |
| Escolar Alemán PV                                    | 123-34    | CD Carahue       | Fiscal de Puerto Varas   | 8 de junio | 12:00    |
| Libre: CD Castro - Puerto Varas Basket - CD Valdivia |           |                  |                          |            |          |

| Semana 8          | Semana 8  | Semana 8            | Semana 8                  | Semana 8    | Semana 8 |
| Local             | Resultado | Visita              | Gimnasio                  | Fecha       | Hora     |
| ----------------- | --------- | ------------------- | ------------------------- | ----------- | -------- |
| CEB Puerto Montt  | 68-52     | CD Castro           | Municipal Mario Marchant  | 14 de junio | 13:00    |
| Escolar Alemán PV | 100-77    | Municipal Gorbea    | Fiscal de Puerto Varas    | 14 de junio | 13:00    |
| CD Valdivia       | 40-75     | Puerto Varas Basket | Coliseo Antonio Azurmendy | 14 de junio | 13:00    |
| Libre: CD Carahue |           |                     |                           |             |          |

| Semana 9                | Semana 9  | Semana 9          | Semana 9               | Semana 9    | Semana 9 |
| Local                   | Resultado | Visita            | Gimnasio               | Fecha       | Hora     |
| ----------------------- | --------- | ----------------- | ---------------------- | ----------- | -------- |
| Puerto Varas Basket     | 90-53     | CD Carahue        | Fiscal de Puerto Varas | 21 de junio | 13:00    |
| Municipal Gorbea        | 82-51     | CD Valdivia       | Municipal de Gorbea    | 21 de junio | 13:00    |
| CD Castro               | 48-82     | Escolar Alemán PV | Municipal de Castro    | 21 de junio | 13:00    |
| Libre: CEB Puerto Montt |           |                   |                        |             |          |

| Semana 10           | Semana 10 | Semana 10        | Semana 10              | Semana 10   | Semana 10 |
| Local               | Resultado | Visita           | Gimnasio               | Fecha       | Hora      |
| ------------------- | --------- | ---------------- | ---------------------- | ----------- | --------- |
| CD Carahue          | 44-104    | Municipal Gorbea | Olimpo                 | 28 de junio | 13:00     |
| CD Valdivia         | 42-68     | CD Castro        | Aso. de Básquetbol     | 28 de junio | 13:00     |
| Escolar Alemán PV   | 87-70     | CEB Puerto Montt | Fiscal de Puerto Varas | 28 de junio | 13:00     |
| Puerto Varas Basket | 94-43     | CD Valdivia      | Fiscal de Puerto Varas | 29 de junio | 13:00     |

| Semana 11           | Semana 11 | Semana 11           | Semana 11                | Semana 11  | Semana 11 |
| Local               | Resultado | Visita              | Gimnasio                 | Fecha      | Hora      |
| ------------------- | --------- | ------------------- | ------------------------ | ---------- | --------- |
| CEB Puerto Montt    | 75-27     | CD Valdivia         | Municipal Mario Marchant | 5 de julio | 10:00     |
| Puerto Varas Basket | 47-72     | Escolar Alemán PV   | Fiscal de Puerto Varas   | 5 de julio | 13:00     |
| CD Castro           | 66-46     | CD Carahue          | Municipal de Castro      | 5 de julio | 13:00     |
| Municipal Gorbea    | 53-89     | Puerto Varas Basket | Municipal de Gorbea      | 6 de julio | 12:00     |

| Semana 12               | Semana 12 | Semana 12         | Semana 12                 | Semana 12   | Semana 12 |
| Local                   | Resultado | Visita            | Gimnasio                  | Fecha       | Hora      |
| ----------------------- | --------- | ----------------- | ------------------------- | ----------- | --------- |
| Puerto Varas Basket     | 103-55    | CD Castro         | Fiscal de Puerto Varas    | 12 de julio | 13:00     |
| CD Carahue              | 45-83     | CEB Puerto Montt  | Olimpo                    | 12 de julio | 13:00     |
| CD Valdivia             | 67-59     | Escolar Alemán PV | Coliseo Antonio Azurmendy | 12 de julio | 13:00     |
| Libre: Municipal Gorbea |           |                   |                           |             |           |

| Semana 13                | Semana 13 | Semana 13           | Semana 13                | Semana 13   | Semana 13 |
| Local                    | Resultado | Visita              | Gimnasio                 | Fecha       | Hora      |
| ------------------------ | --------- | ------------------- | ------------------------ | ----------- | --------- |
| CD Valdivia              | 45-50     | CD Carahue          | Aso. de Básquetbol       | 16 de julio | 12:00     |
| CEB Puerto Montt         | 66-68     | Puerto Varas Basket | Municipal Mario Marchant | 19 de julio | 10:00     |
| CD Castro                | 51-89     | Municipal Gorbea    | Municipal de Castro      | 19 de julio | 13:00     |
| Libre: Escolar Alemán PV |           |                     |                          |             |           |

### Zona B
| Pos | Equipo                   | PTOS | PJ | PG | PP | AF   | EC   | DIF  |
| --- | ------------------------ | ---- | -- | -- | -- | ---- | ---- | ---- |
| 1.  | CD Las Ánimas            | 24   | 12 | 12 | 0  | 1240 | 515  | 725  |
| 2.  | Pumas Puerto Montt       | 21   | 12 | 9  | 3  | 1101 | 734  | 367  |
| 3.  | CDSC Osorno              | 20   | 12 | 8  | 4  | 968  | 872  | 96   |
| 4.  | ABA Ancud                | 19   | 12 | 7  | 5  | 924  | 859  | 65   |
| 5.  | Español de Osorno        | 16   | 12 | 4  | 8  | 781  | 930  | -149 |
| 6.  | AB Temuco                | 14   | 12 | 2  | 10 | 564  | 967  | -403 |
| 7.  | Escuela Alemana Paillaco | 12   | 12 | 0  | 12 | 595  | 1296 | -701 |

     Clasifica a Playoffs

#### Fixture Zona B
| Semana 1                 | Semana 1  | Semana 1           | Semana 1              | Semana 1    | Semana 1 |
| Local                    | Resultado | Visita             | Gimnasio              | Fecha       | Hora     |
| ------------------------ | --------- | ------------------ | --------------------- | ----------- | -------- |
| ABA Ancud                | 64-66     | Pumas Puerto Montt | Luis Caco Suárez      | 26 de abril | 13:00    |
| Escuela Alemana Paillaco | 20-109    | CDSC Osorno        | Municipal de Paillaco | 26 de abril | 13:00    |
| Las Ánimas               | 115-25    | Español de Osorno  | Las Ánimas            | 26 de abril | 13:00    |
| Libre: AB Temuco         |           |                    |                       |             |          |

| Semana 2                  | Semana 2  | Semana 2                 | Semana 2             | Semana 2  | Semana 2 |
| Local                     | Resultado | Visita                   | Gimnasio             | Fecha     | Hora     |
| ------------------------- | --------- | ------------------------ | -------------------- | --------- | -------- |
| Las Ánimas                | 92-53     | ABA Ancud                | Las Ánimas           | 3 de mayo | 13:00    |
| CDSC Osorno               | 87-68     | Español de Osorno        | María Gallardo       | 3 de mayo | 13:00    |
| AB Temuco                 | 64-59     | Escuela Alemana Paillaco | Costanera del Cautín | 3 de mayo | 13:00    |
| Libre: Pumas Puerto Montt |           |                          |                      |           |          |

| Semana 3                        | Semana 3  | Semana 3    | Semana 3         | Semana 3   | Semana 3 |
| Local                           | Resultado | Visita      | Gimnasio         | Fecha      | Hora     |
| ------------------------------- | --------- | ----------- | ---------------- | ---------- | -------- |
| Pumas Puerto Montt              | 68-93     | Las Ánimas  | Mario Marchant   | 10 de mayo | 13:00    |
| ABA Ancud                       | 106-102   | CDSC Osorno | Luis Caco Suárez | 10 de mayo | 13:00    |
| Español de Osorno               | 74-41     | AB Temuco   | Español          | 10 de mayo | 13:00    |
| Libre: Escuela Alemana Paillaco |           |             |                  |            |          |

| Semana 4                 | Semana 4  | Semana 4           | Semana 4              | Semana 4   | Semana 4 |
| Local                    | Resultado | Visita             | Gimnasio              | Fecha      | Hora     |
| ------------------------ | --------- | ------------------ | --------------------- | ---------- | -------- |
| CDSC Osorno              | 60-113    | Pumas Puerto Montt | María Gallardo        | 17 de mayo | 13:00    |
| AB Temuco                | 48-62     | ABA Ancud          | Costanera del Cautín  | 17 de mayo | 13:00    |
| Escuela Alemana Paillaco | 83-112    | Español de Osorno  | Municipal de Paillaco | 17 de mayo | 13:00    |
| Libre: Las Ánimas        |           |                    |                       |            |          |

| Semana 5                 | Semana 5  | Semana 5                 | Semana 5         | Semana 5   | Semana 5 |
| Local                    | Resultado | Visita                   | Gimnasio         | Fecha      | Hora     |
| ------------------------ | --------- | ------------------------ | ---------------- | ---------- | -------- |
| CDSC Osorno              | 94-46     | AB Temuco                | María Gallardo   | 21 de mayo | 13:00    |
| Las Ánimas               | 138-35    | Escuela Alemana Paillaco | Las Ánimas       | 21 de mayo | 13:00    |
| Las Ánimas               | 119-60    | CDSC Osorno              | Las Ánimas       | 24 de mayo | 13:00    |
| Pumas Puerto Montt       | 79-41     | AB Temuco                | Mario Marchant   | 24 de mayo | 13:00    |
| ABA Ancud                | 122-53    | Escuela Alemana Paillaco | Luis Caco Suárez | 24 de mayo | 13:00    |
| Libre: Español de Osorno |           |                          |                  |            |          |

| Semana 6           | Semana 6  | Semana 6                 | Semana 6                | Semana 6   | Semana 6 |
| Local              | Resultado | Visita                   | Gimnasio                | Fecha      | Hora     |
| ------------------ | --------- | ------------------------ | ----------------------- | ---------- | -------- |
| Pumas Puerto Montt | 141-42    | Escuela Alemana Paillaco | Mario Marchant          | 31 de mayo | 11:00    |
| ABA Ancud          | 84-46     | Español de Osorno        | Fiscal Luis Caco Suárez | 31 de mayo | 13:00    |
| Las Ánimas         | 112-37    | AB Temuco                | Las Ánimas              | 31 de mayo | 13:00    |
| Libre: CDSC Osorno |           |                          |                         |            |          |

| Semana 7                 | Semana 7  | Semana 7           | Semana 7              | Semana 7   | Semana 7 |
| Local                    | Resultado | Visita             | Gimnasio              | Fecha      | Hora     |
| ------------------------ | --------- | ------------------ | --------------------- | ---------- | -------- |
| Español de Osorno        | 73-75     | ABA Ancud          | Español               | 7 de junio | 13:00    |
| AB Temuco                | 13-116    | Las Ánimas         | Ribereño              | 7 de junio | 13:00    |
| Escuela Alemana Paillaco | 49-141    | Pumas Puerto Montt | Municipal de Paillaco | 8 de junio | 12:00    |
| Libre: CDSC Osorno       |           |                    |                       |            |          |

| Semana 8                 | Semana 8  | Semana 8           | Semana 8              | Semana 8    | Semana 8 |
| Local                    | Resultado | Visita             | Gimnasio              | Fecha       | Hora     |
| ------------------------ | --------- | ------------------ | --------------------- | ----------- | -------- |
| Español de Osorno        | 66-76     | Pumas Puerto Montt | Español               | 14 de junio | 13:00    |
| AB Temuco                | 64-80     | CDSC Osorno        | Costanera del Cautín  | 14 de junio | 13:00    |
| Escuela Alemana Paillaco | 26-123    | Las Ánimas         | Municipal de Paillaco | 15 de junio | 12:00    |
| Libre: ABA Ancud         |           |                    |                       |             |          |

| Semana 9           | Semana 9  | Semana 9                 | Semana 9       | Semana 9    | Semana 9 |
| Local              | Resultado | Visita                   | Gimnasio       | Fecha       | Hora     |
| ------------------ | --------- | ------------------------ | -------------- | ----------- | -------- |
| Pumas Puerto Montt | 98-61     | ABA Ancud                | Mario Marchant | 21 de junio | 10:00    |
| Español de Osorno  | 36-99     | Las Ánimas               | Español        | 21 de junio | 13:00    |
| CDSC Osorno        | 83-46     | Escuela Alemana Paillaco | María Gallardo | 21 de junio | 13:00    |
| Libre: AB Temuco   |           |                          |                |             |          |

| Semana 10                | Semana 10 | Semana 10         | Semana 10                | Semana 10   | Semana 10 |
| Local                    | Resultado | Visita            | Gimnasio                 | Fecha       | Hora      |
| ------------------------ | --------- | ----------------- | ------------------------ | ----------- | --------- |
| ABA Ancud                | 43-73     | Las Ánimas        | Fiscal Luis Caco Suárez  | 28 de junio | 13:00     |
| Español de Osorno        | 63-71     | CDSC Osorno       | Español                  | 28 de junio | 13:00     |
| Escuela Alemana Paillaco | 55-60     | AB Temuco         | Municipal de Paillaco    | 28 de junio | 13:00     |
| Pumas Puerto Montt       | 92-51     | Español de Osorno | Municipal Mario Marchant | 29 de junio | 12:00     |

| Semana 11                       | Semana 11 | Semana 11          | Semana 11            | Semana 11  | Semana 11 |
| Local                           | Resultado | Visita             | Gimnasio             | Fecha      | Hora      |
| ------------------------------- | --------- | ------------------ | -------------------- | ---------- | --------- |
| CDSC Osorno                     | 75-69     | ABA Ancud          | María Gallardo       | 5 de julio | 13:00     |
| Las Ánimas                      | 84-58     | Pumas Puerto Montt | Las Ánimas           | 5 de julio | 13:00     |
| AB Temuco                       | 56-70     | Español de Osorno  | Costanera del Cautín | 5 de julio | 13:00     |
| Libre: Escuela Alemana Paillaco |           |                    |                      |            |           |

| Semana 12          | Semana 12 | Semana 12                | Semana 12                | Semana 12   | Semana 12 |
| Local              | Resultado | Visita                   | Gimnasio                 | Fecha       | Hora      |
| ------------------ | --------- | ------------------------ | ------------------------ | ----------- | --------- |
| Pumas Puerto Montt | 82-86     | CDSC Osorno              | Municipal Mario Marchant | 12 de julio | 13:00     |
| ABA Ancud          | 79-57     | AB Temuco                | Fiscal Luis Caco Suárez  | 12 de julio | 13:00     |
| Español de Osorno  | 97-51     | Escuela Alemana Paillaco | Español                  | 12 de julio | 13:00     |
| CDSC Osorno        | 61-76     | Las Ánimas               | María Gallardo           | 13 de julio | 13:00     |

| Semana 13                                           | Semana 13 | Semana 13          | Semana 13             | Semana 13   | Semana 13 |
| Local                                               | Resultado | Visita             | Gimnasio              | Fecha       | Hora      |
| --------------------------------------------------- | --------- | ------------------ | --------------------- | ----------- | --------- |
| Escuela Alemana Paillaco                            | 76-106    | ABA Ancud          | Municipal de Paillaco | 19 de julio | 13:00     |
| AB Temuco                                           | 37-87     | Pumas Puerto Montt | Costanera del Cautín  | 19 de julio | 13:00     |
| Libre: CDSC Osorno - Español de Osorno - Las Ánimas |           |                    |                       |             |           |

### Zona C
| Pos | Equipo             | PTOS | PJ | PG | PP | AF   | EC  | DIF  |
| --- | ------------------ | ---- | -- | -- | -- | ---- | --- | ---- |
| 1.  | San Francisco Asís | 23   | 12 | 11 | 1  | 1221 | 539 | 682  |
| 2.  | CD Lautaro         | 23   | 12 | 11 | 1  | 1253 | 512 | 741  |
| 3.  | Municipal Loncoche | 20   | 12 | 8  | 4  | 697  | 719 | -22  |
| 4.  | CEB Purranque      | 18   | 12 | 6  | 6  | 693  | 709 | -16  |
| 5.  | CDSC Frutillar     | 15   | 12 | 3  | 9  | 577  | 767 | -190 |
| 6.  | CDB La Unión       | 15   | 12 | 3  | 9  | 461  | 868 | -407 |
| 7.  | CDSC Achao         | 9    | 12 | 0  | 12 | 210  | 998 | -788 |

     Clasifica a Playoffs

#### Fixture Zona C
| Semana 1              | Semana 1  | Semana 1           | Semana 1            | Semana 1    | Semana 1 |
| Local                 | Resultado | Visita             | Gimnasio            | Fecha       | Hora     |
| --------------------- | --------- | ------------------ | ------------------- | ----------- | -------- |
| San Francisco de Asís | 99-59     | CEB Purranque      | Municipal de Castro | 26 de abril | 13:00    |
| CDB La Unión          | 92-27     | CDSC Achao         | Municipal La Unión  | 26 de abril | 13:00    |
| CDSC Frutillar        | 51-59     | Municipal Loncoche | Fiscal de Frutillar | 27 de abril | 13:00    |
| Libre: CD Lautaro     |           |                    |                     |             |          |

| Semana 2             | Semana 2  | Semana 2              | Semana 2            | Semana 2  | Semana 2 |
| Local                | Resultado | Visita                | Gimnasio            | Fecha     | Hora     |
| -------------------- | --------- | --------------------- | ------------------- | --------- | -------- |
| CDSC Achao           | 5-170     | San Francisco de Asís | Curaco de Vélez     | 3 de mayo | 13:00    |
| CDSC Frutillar       | 51-46     | CDB La Unión          | Fiscal de Frutillar | 4 de mayo | 12:00    |
| CD Lautaro           | 109-44    | Municipal Loncoche    | Toqui Lautaro       | 4 de mayo | 12:00    |
| Libre: CEB Purranque |           |                       |                     |           |          |

| Semana 3                  | Semana 3  | Semana 3       | Semana 3               | Semana 3   | Semana 3 |
| Local                     | Resultado | Visita         | Gimnasio               | Fecha      | Hora     |
| ------------------------- | --------- | -------------- | ---------------------- | ---------- | -------- |
| CEB Purranque             | 95-35     | CDSC Achao     | Municipal de Purranque | 10 de mayo | 13:00    |
| San Francisco Castro      | 88-42     | CDSC Frutillar | Municipal de Castro    | 10 de mayo | 13:00    |
| CDB La Unión              | 27-117    | CD Lautaro     | Municipal La Unión     | 10 de mayo | 13:00    |
| Libre: Municipal Loncoche |           |                |                        |            |          |

| Semana 4           | Semana 4  | Semana 4             | Semana 4              | Semana 4   | Semana 4 |
| Local              | Resultado | Visita               | Gimnasio              | Fecha      | Hora     |
| ------------------ | --------- | -------------------- | --------------------- | ---------- | -------- |
| CDSC Frutillar     | 36-48     | CEB Purranque        | Fiscal de Frutillar   | 17 de mayo | 13:00    |
| CD Lautaro         | 96-90     | San Francisco Castro | Hugo Fernández        | 17 de mayo | 13:00    |
| Municipal Loncoche | 81-48     | CDB La Unión         | Municipal de Loncoche | 18 de mayo | 12:00    |
| Libre: CDSC Achao  |           |                      |                       |            |          |

| Semana 5              | Semana 5  | Semana 5           | Semana 5               | Semana 5   | Semana 5 |
| Local                 | Resultado | Visita             | Gimnasio               | Fecha      | Hora     |
| --------------------- | --------- | ------------------ | ---------------------- | ---------- | -------- |
| CEB Purranque         | 81-48     | CDB La Unión       | Municipal de Purranque | 21 de mayo | 12:00    |
| CEB Purranque         | 45-100    | CD Lautaro         | Municipal de Purranque | 24 de mayo | 13:00    |
| San Francisco de Asís | 89-57     | Municipal Loncoche | Municipal de Castro    | 24 de mayo | 13:00    |
| CDSC Achao            | 29-67     | CDSC Frutillar     | Fiscal de Achao        | 25 de mayo | 12:00    |

| Semana 6              | Semana 6  | Semana 6           | Semana 6               | Semana 6   | Semana 6 |
| Local                 | Resultado | Visita             | Gimnasio               | Fecha      | Hora     |
| --------------------- | --------- | ------------------ | ---------------------- | ---------- | -------- |
| CDSC Achao            | 13-168    | CD Lautaro         | Fiscal de Achao        | 31 de mayo | 13:00    |
| CEB Purranque         | 63-69     | Municipal Loncoche | Municipal de Purranque | 31 de mayo | 13:00    |
| Municipal Loncoche    | 63-32     | CEB Purranque      | Municipal de Loncoche  | 1 de junio | 12:00    |
| San Francisco de Asís | 118-26    | CDB La Unión       | Municipal de Castro    | 1 de junio | 12:00    |
| Libre: CDSC Frutillar |           |                    |                        |            |          |

| Semana 7                                                   | Semana 7  | Semana 7              | Semana 7           | Semana 7   | Semana 7 |
| Local                                                      | Resultado | Visita                | Gimnasio           | Fecha      | Hora     |
| ---------------------------------------------------------- | --------- | --------------------- | ------------------ | ---------- | -------- |
| CD Lautaro                                                 | 126-20    | CDSC Achao            | Toqui Lautaro      | 7 de junio | 13:00    |
| CDB La Unión                                               | 28-106    | San Francisco de Asís | Municipal La Unión | 8 de junio | 12:00    |
| Libre: CDSC Frutillar - CEB Purranque - Municipal Loncoche |           |                       |                    |            |          |

| Semana 8                     | Semana 8  | Semana 8       | Semana 8              | Semana 8    | Semana 8 |
| Local                        | Resultado | Visita         | Gimnasio              | Fecha       | Hora     |
| ---------------------------- | --------- | -------------- | --------------------- | ----------- | -------- |
| CDB La Unión                 | 0-20      | CEB Purranque  | Municipal La Unión    | 14 de junio | 13:00    |
| Municipal Loncoche           | 114-12    | CDSC Achao     | Municipal de Loncoche | 14 de junio | 13:00    |
| CD Lautaro                   | 111-37    | CDSC Frutillar | Toqui Lautaro         | 14 de junio | 13:00    |
| Libre: San Francisco de Asís |           |                |                       |             |          |

| Semana 9           | Semana 9  | Semana 9              | Semana 9                  | Semana 9    | Semana 9 |
| Local              | Resultado | Visita                | Gimnasio                  | Fecha       | Hora     |
| ------------------ | --------- | --------------------- | ------------------------- | ----------- | -------- |
| CEB Purranque      | 46-79     | San Francisco de Asís | Municipal de Purranque    | 20 de junio | 12:00    |
| CDSC Achao         | 42-90     | CDB La Unión          | Municipal Curaco de Vélez | 21 de junio | 13:00    |
| Municipal Loncoche | 48-42     | CDSC Frutillar        | Municipal de Loncoche     | 22 de junio | 12:00    |
| Libre: CD Lautaro  |           |                       |                           |             |          |

| Semana 10                                                 | Semana 10 | Semana 10      | Semana 10             | Semana 10   | Semana 10 |
| Local                                                     | Resultado | Visita         | Gimnasio              | Fecha       | Hora      |
| --------------------------------------------------------- | --------- | -------------- | --------------------- | ----------- | --------- |
| Municipal Loncoche                                        | 56-105    | CD Lautaro     | Municipal de Loncoche | 28 de junio | 13:00     |
| CDB La Unión                                              | 43-39     | CDSC Frutillar | Municipal La Unión    | 28 de junio | 13:00     |
| Libre: CDSC Achao - CEB Purranque - San Francisco de Asís |           |                |                       |             |           |

| Semana 11                 | Semana 11 | Semana 11             | Semana 11                 | Semana 11  | Semana 11 |
| Local                     | Resultado | Visita                | Gimnasio                  | Fecha      | Hora      |
| ------------------------- | --------- | --------------------- | ------------------------- | ---------- | --------- |
| CD Lautaro                | 136-37    | CDB La Unión          | Toqui Lautaro             | 5 de julio | 13:00     |
| CDSC Frutillar            | 50-87     | San Francisco de Asís | Fiscal de Frutillar       | 5 de julio | 13:00     |
| CDSC Achao                | 16-90     | CEB Purranque         | Municipal Curaco de Vélez | 5 de julio | 13:00     |
| Libre: Municipal Loncoche |           |                       |                           |            |           |

| Semana 12             | Semana 12 | Semana 12          | Semana 12              | Semana 12   | Semana 12 |
| Local                 | Resultado | Visita             | Gimnasio               | Fecha       | Hora      |
| --------------------- | --------- | ------------------ | ---------------------- | ----------- | --------- |
| CEB Purranque         | 70-54     | CDSC Frutillar     | Municipal de Purranque | 12 de julio | 13:00     |
| San Francisco de Asís | 86-68     | CD Lautaro         | Municipal de Castro    | 12 de julio | 13:00     |
| CDB La Unión          | 48-77     | Municipal Loncoche | Municipal La Unión     | 12 de julio | 13:00     |
| Libre: CDSC Achao     |           |                    |                        |             |           |

| Semana 13             | Semana 13 | Semana 13             | Semana 13                 | Semana 13   | Semana 13 |
| Local                 | Resultado | Visita                | Gimnasio                  | Fecha       | Hora      |
| --------------------- | --------- | --------------------- | ------------------------- | ----------- | --------- |
| CDSC Achao            | 28-78     | Municipal Loncoche    | Municipal Curaco de Vélez | 16 de julio | 12:00     |
| CDSC Frutillar        | 33-113    | CD Lautaro            | Fiscal de Frutillar       | 16 de julio | 13:00     |
| Municipal Loncoche    | 45-104    | San Francisco de Asís | Municipal de Loncoche     | 19 de julio | 10:00     |
| CDSC Frutillar        | 75-25     | CDSC Achao            | Fiscal de Frutillar       | 19 de julio | 13:00     |
| CD Lautaro            | 110-44    | CEB Purranque         | Toqui Lautaro             | 19 de julio | 13:00     |
| San Francisco de Asís | 105-17    | CDSC Achao            | San Francisco de Asís     | 20 de julio | 13:00     |

### Play-Offs
|  | Cuartos de final | Cuartos de final      | Cuartos de final | Cuartos de final      |    |    | Semifinales       | Semifinales | Semifinales | Semifinales |  |  | Final | Final | Final |  |
|  |                  |                       |                  |                       |    |    |                   |             |             |             |  |  |       |       |       |  |
|  |                  |                       |                  |                       |    |    |                   |             |             |             |  |  |       |       |       |  |
|  | 1A               | Escolar Alemán PV     | 89               | 76                    |    |    |                   |             |             |             |  |  |       |       |       |  |
|  | 1A               | Escolar Alemán PV     | 89               | 76                    |    |    |                   |             |             |             |  |  |       |       |       |  |
|  | 3B               | CDSC Osorno           | 61               | 66                    |    |    |                   |             |             |             |  |  |       |       |       |  |
|  | 3B               | CDSC Osorno           | 61               | 66                    |    | 1A | Escolar Alemán PV | 77          | 72          |             |  |  |       |       |       |  |
|  |                  |                       |                  |                       |    | 1A | Escolar Alemán PV | 77          | 72          |             |  |  |       |       |       |  |
|  |                  |                       | 1C               | San Francisco de Asís | 76 | 76 |                   |             |             |             |  |  |       |       |       |  |
|  | 1C               | San Francisco de Asís | 1C               | San Francisco de Asís | 76 | 76 | 92                | 78          |             |             |  |  |       |       |       |  |
|  | 1C               | San Francisco de Asís |                  |                       |    |    |                   |             |             |             |  |  |       |       |       |  |
|  | 2B               | Pumas Puerto Montt    | 85               | 66                    |    |    |                   |             |             |             |  |  |       |       |       |  |
|  | 2B               | Pumas Puerto Montt    | 85               | 66                    |    |    |                   |             |             |             |  |  |       |       |       |  |
|  |                  |                       |                  |                       |    |    |                   |             |             |             |  |  |       |       |       |  |
|  |                  |                       | 1B               | CD Las Ánimas         |    |    |                   |             |             |             |  |  |       |       |       |  |
|  | 2C               | CD Lautaro            | 1B               | CD Las Ánimas         | 96 | 71 |                   |             |             |             |  |  |       |       |       |  |
|  | 2C               | CD Lautaro            |                  |                       |    |    |                   |             |             |             |  |  |       |       |       |  |
|  | 2A               | Puerto Varas Basket   | 48               | 58                    |    |    |                   |             |             |             |  |  |       |       |       |  |
|  | 2A               | Puerto Varas Basket   | 48               | 58                    |    | 2C | CD Lautaro        | 64          | 74          |             |  |  |       |       |       |  |
|  |                  |                       |                  |                       |    | 2C | CD Lautaro        | 64          | 74          |             |  |  |       |       |       |  |
|  |                  |                       | 1B               | CD Las Ánimas         | 83 | 81 |                   |             |             |             |  |  |       |       |       |  |
|  | 1B               | CD Las Ánimas         | 1B               | CD Las Ánimas         | 83 | 81 | 88                | 87          |             |             |  |  |       |       |       |  |
|  | 1B               | CD Las Ánimas         |                  |                       |    |    |                   |             |             |             |  |  |       |       |       |  |
|  | 3A               | CEB Puerto Montt      | 61               | 52                    |    |    |                   |             |             |             |  |  |       |       |       |  |
|  | 3A               | CEB Puerto Montt      | 61               | 52                    |    |    |                   |             |             |             |  |  |       |       |       |  |
|  |                  |                       |                  |                       |    |    |                   |             |             |             |  |  |       |       |       |  |

## Copa Saesa 2025
La Copa Saesa 2025 es un reconocimiento que se le otorga al club que obtiene mejor desempeño entre todas sus categorías (Desde U13 a Adulta), incluyendo las Fases Zonales y Playoffs que disputen sus series participantes.

### Tabla General
- Actualizada al término de los Cuartos de Final.

| Ranking | Zona | Club                     | U13 | U15 | U17 | Adulto | PTOS |
| ------- | ---- | ------------------------ | --- | --- | --- | ------ | ---- |
| 1.      | B    | CD Las Ánimas            | 28  | 26  | 23  | 27     | 104  |
| 2.      | A    | Escolar Alemán PV        | 27  | 28  | 27  | 22     | 104  |
| 3.      | C    | CD Lautaro               | 27  | 25  | 22  | 24     | 98   |
| 4.      | C    | San Francisco de Asís    | 27  | 24  | 28  | 15     | 94   |
| 5.      | A    | Puerto Varas Basket      | 23  | 23  | 25  | 19     | 90   |
| 6.      | B    | Español de Osorno        | 16  | 24  | 22  | 26     | 88   |
| 7.      | B    | CDSC Osorno              | 22  | 25  | 19  | 18     | 84   |
| 8.      | B    | Pumas Puerto Montt       | 23  | 19  | 26  | 13     | 81   |
| 9.      | A    | CD Valdivia              | 14  | 25  | 25  | 16     | 80   |
| 10.     | B    | ABA Ancud                | 19  | 18  | 17  | 24     | 78   |
| 11.     | A    | CD Castro                | 17  | 18  | 17  | 25     | 77   |
| 12.     | A    | Municipal Gorbea         | 17  | 16  | 18  | 26     | 77   |
| 13.     | C    | Municipal Loncoche       | 20  | 14  | 14  | 23     | 71   |
| 14.     | C    | CDB La Unión             | 15  | 20  | 17  | 18     | 70   |
| 15.     | C    | CDFSC Frutillar          | 15  | 18  | 20  | 13     | 66   |
| 16.     | C    | CDSC Achao               | 9   | 17  | 17  | 19     | 62   |
| 17.     | A    | CEB Puerto Montt         | 23  | 13  | 12  | 14     | 62   |
| 18.     | B    | AB Temuco                | 14  | 14  | 16  | 17     | 61   |
| 19.     | C    | CEB Purranque            | 18  | 11  | 14  | 18     | 61   |
| 20.     | A    | CD Carahue               | 13  | 14  | 14  | 14     | 55   |
| 21.     | B    | Escuela Alemana Paillaco | 12  | 12  | 11  | 13     | 48   |

     Categoría sigue en competencia